# Contracultura en la década de 1960

El símbolo de paz, diseñado y usado por primera vez en la Campaña para el Desarme Nuclear, después se convirtió en un sinónimo de la oposición a la Guerra de Vietnam.

La contracultura de la década de 1960 se refiere a un fenómeno cultural antisistema desarrollado por primera vez en Estados Unidos y el Reino Unido y posteriormente llevado a la mayoría del mundo occidental entre los primeros años de 1960 y mediados de 1970. El movimiento colectivo ganó fuerza al mismo tiempo que el movimiento por los derechos civiles en Estados Unidos crecía y se convirtió en revolucionario con la expansión de la intervención militar del gobierno estadounidense en Vietnam.
Mientras progresaba la década de 1960, las viejas tensiones sociales se extendían y tomaban en cuenta otros temas, tendiendo a fluir a lo largo de las líneas generacionales acerca de la sexualidad humana, los derechos de las mujeres, las formas tradicionales de autoridad, la experimentación con psicoactivos y las diferentes interpretaciones del Sueño Americano.
Nuevas formas culturales emergieron, incluyendo la música de la banda británica The Beatles, películas de jóvenes directores con poca censura y la llegada de estilos de vida alternativos como el movimiento hippie. A medida que esta era se desarrollaba, emergía una subcultura dinámica que celebraba la creatividad, la experimentación y la encarnación moderna del estilo bohemio. Además de la tendencia marcada por los Beatles, muchos otros artistas creativos, autores y pensadores de diversas disciplinas, contribuyeron al movimiento de la contracultura.
Diversos factores distinguen a la contracultura de la década de los 60 del antiautoritarismo de las épocas pasadas. La "explosión de natalidad" después de la Segunda Guerra Mundial, generó un número sin precedentes de jóvenes potencialmente descontentos, como posibles participantes en un replanteamiento de la dirección democrática de Estados Unidos y otras sociedades. El próspero tiempo de posguerra en Estados Unidos permitió a gran parte de la joven generación de la contracultura preocuparse por diversos temas, en lugar de centrarse en la provisión de necesidades materiales como lo hicieron sus padres durante la Gran Depresión. Esta época también tiene importancia por la manera en que gran parte de los comportamientos y "causas" del movimiento fueron rápidamente asimilados como tendencias principales dentro de la sociedad dominante, especialmente la estadounidense, a pesar de que los participantes de la contracultura eran una clara minoría dentro de sus respectivas poblaciones nacionales.
La época de la contracultura se inicia a partir del asesinato del presidente estadounidense John F. Kennedy, y termina definitivamente con la retirada de las fuerzas militares estadounidenses de las insurgencias comunistas del Sudeste Asiático, el final de los reclutamientos en 1973, y finalmente con la renuncia del presidente Richard M. Nixon en agosto de 1974.
Muchos movimientos clave nacieron y/o avanzaron dentro de la contracultura de la década de 1960. Cada movimiento es relevante para la época en general, aunque los más importantes pueden funcionar por sí mismos, sin necesidad de la contracultura general.
A grandes rasgos, la contracultura de estos años crece a partir de la confluencia de personas, ideas, eventos, problemáticas, circunstancias y avances tecnológicos que funcionaron como catalizadores intelectuales y sociales que permitieron cambios rápidos durante la época.

## Antecedentes

### Geopolítica en la posguerra

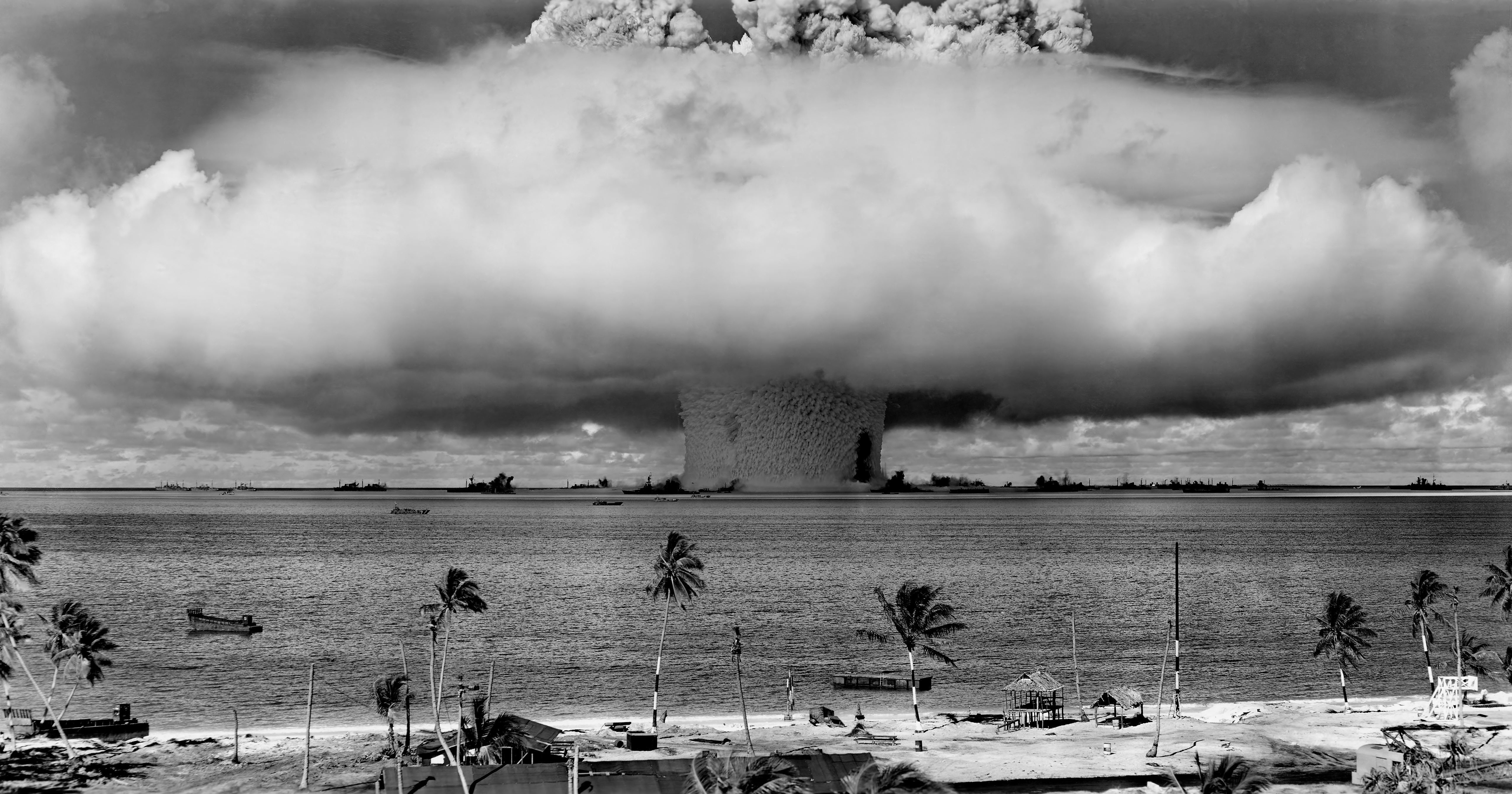
Pruebas nucleares bajo el agua "Baker", atolón Bikini, océano Pacífico, 1946.

La Guerra fría entre los estados comunistas y los estados capitalistas involucró el espionaje y la preparación para una guerra entre naciones poderosas, así como la interferencia política y militar de los estados más poderosos en los asuntos internos de naciones menos poderosas. Los malos resultados de algunas de estas actividades dieron lugar a la desilusión y desconfianza en los gobiernos de posguerra. Algunos ejemplos incluyen las respuestas duras de la Unión Soviética a los levantamientos populares anticomunistas, como la Revolución húngara de 1956 y la Primavera de Praga en Checoslovaquia en 1968 y la fallida Invasión de la Bahía de Cochinos de Estados Unidos en Cuba en 1961. El engaño inicial del presidente de los Estados Unidos Dwight D. Eisenhower acerca de las causas del Incidente del U-2 en 1960 hizo que el gobierno fuera sorprendido en una mentira muy evidente y a gran nivel, y contribuyó al aumento de la desconfianza en la autoridad por parte de los jóvenes que se convertían en adultos durante estos tiempos. El Tratado de prohibición parcial de ensayos nucleares dividió el establecimiento de las líneas militares y políticas en Estados Unidos. Los desacuerdos en la política interna acerca de las obligaciones del tratado con el Sudeste Asiático (SEATO), especialmente en Vietnam, y el debate de cómo otras rebeliones comunistas deberían ser manejadas, crearon distancias dentro del establecimiento internacional. En el Reino Unido, el Caso Profumo incluyó a líderes del gobierno descubiertos en mentiras, creando un clima de desilusión y sirviendo como catalizador para el activismo liberal. La crisis de misiles en Cuba, que casi lleva al mundo a una guerra nuclear en octubre de 1962, fue fomentada en gran medida por discursos y acciones engañosas por parte de la Unión Soviética. El asesinato del presidente de los Estados Unidos, John F. Kennedy, en noviembre de 1963, y las consiguientes teorías acerca del crimen, trajeron aún más desconfianza hacia el gobierno, incluyendo a los más jóvenes. Las características de gobierno tradicionales y sus valores eran respetados por muchos políticos todavía: respeto, responsabilidad, humildad etc.

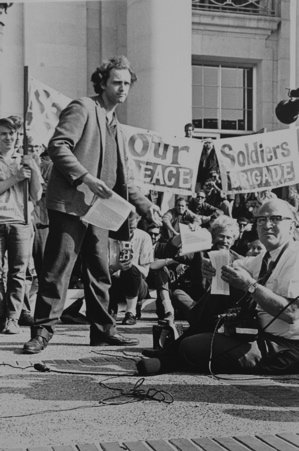
Activista por la libre expresión, Mario Savio Universidad de California, Berkeley, 1966.

### Problemas sociológicos y llamadas a la acción
Muchos problemas sociológicos ayudaron al crecimiento del movimiento de la contracultura. Uno de los movimientos sin violencia en los Estados Unidos buscaba resolver las ilegalidades constitucionales de los derechos civiles, especialmente la generalizada segregación racial, la antigua segregación desde tiempos de la reconstrucción que vivían las personas negras en el sur por los gobiernos dominados por gente blanca, y la constante discriminación racial en trabajos, vivienda y acceso a lugares públicos tanto en el norte como el sur de Estados Unidos.
En los campus universitarios los estudiantes activistas luchaban por sus derechos constitucionales, especialmente la libertad de expresión y el derecho de reunión.
Muchos activistas de la contracultura se percataron de las dificultades de los más pobres, y organizadores comunitarios lucharon por la ayuda financiera para un programa de reducción de la pobreza, particularmente en el sur y en los guetos en áreas urbanas de Estados Unidos.
La preocupación por el medioambiente también creció a partir de una mayor comprensión de los daños causados por la industrialización, que resultó en contaminación y el uso incorrecto de productos químicos como pesticidas en un esfuerzo por mejorar la calidad de vida de la creciente población. Autores como Rachel Carson tuvieron papeles destacados en la llamada de atención de la población mundial hacia la ecología, a pesar de la resistencia de los elementos gubernamentales en muchos países.
La necesidad de hablar acerca de los derechos de las minorías como las mujeres, los homosexuales, los discapacitados y otros habitantes ignorados dentro de la población mayoritaria empezó a tomar fuerza mientras un gran número de jóvenes se liberaban de las restricciones de la ortodoxia de la década de los 50 e iniciaban luchas para la creación de una sociedad más incluyente y tolerante.
La creación de formas más efectivas de métodos anticonceptivos fue clave para el surgimiento de la revolución sexual. La noción del "sexo recreativo", sin la amenaza de un embarazo no deseado, cambió radicalmente la dinámica social y permitió a mujeres y hombres mayor libertad para la elección de sus vidas sexuales, fuera de las restricciones de la vida marital tradicional. Con los cambios en las actitudes personales, para la década de los 90, la proporción de niños nacidos fuera del matrimonio había subido del 5 % al 25 % entre la población blanca, y del 25 % al 66 % entre la población negra de Estados Unidos.

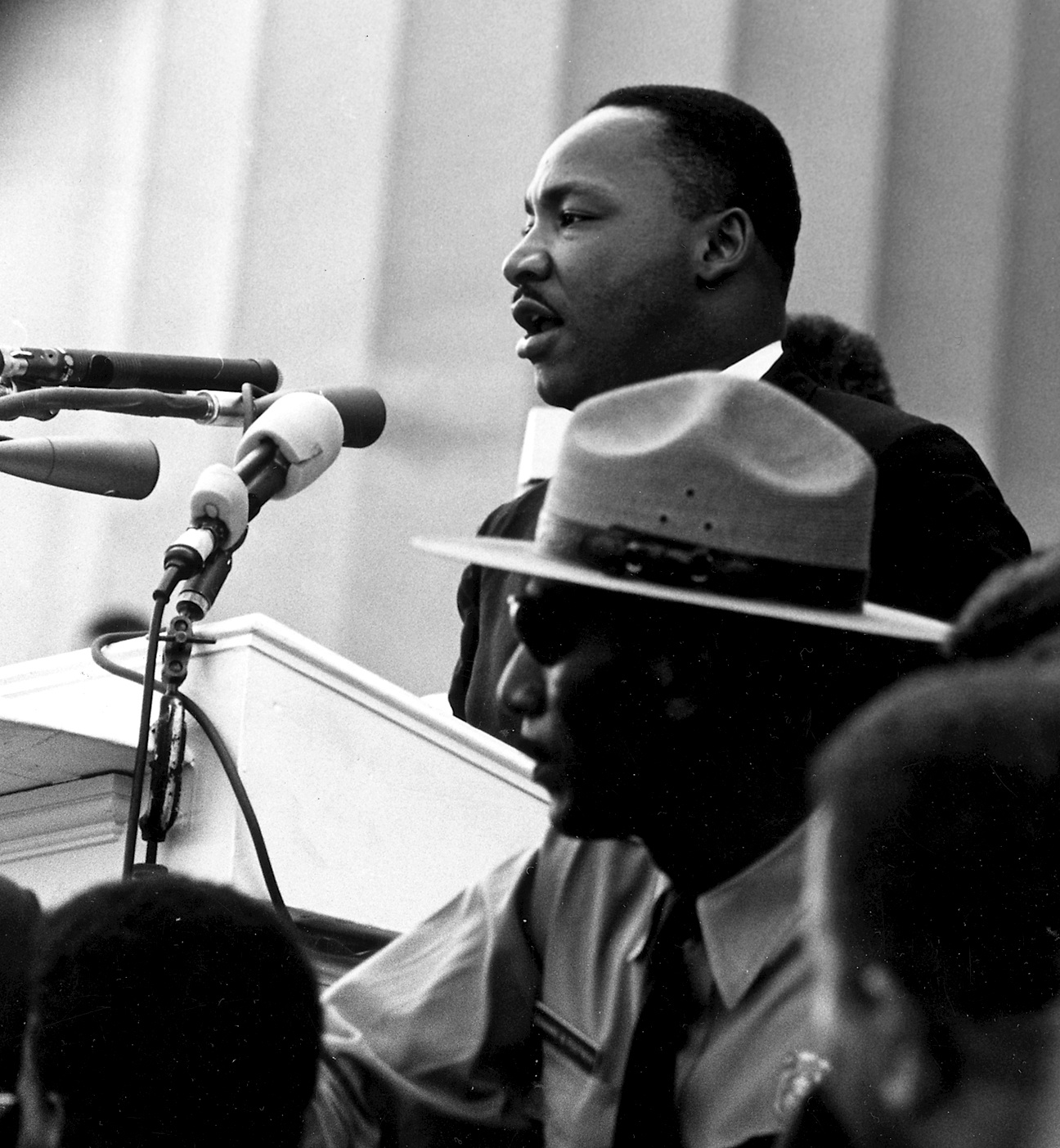
Discurso "Yo tengo un sueño" por Martin Luther King, dado en el Monumento a Lincoln durante la Marcha sobre Washington por el trabajo y la libertad en 1963.

### Medios de comunicación emergentes

#### Televisión
Para quienes nacieron tras la Segunda Guerra Mundial, la aparición de la televisión como fuente de entretenimiento e información - así como la expansión masiva del consumismo a partir de la influencia que ejerció la publicidad televisiva durante la posguerra - fue un componente esencial en la distracción de los más jóvenes y en la creación de nuevos comportamientos sociales, ya que las agencias de publicidad empezaron a enfocarse en el mercado juvenil o "hip". En los Estados Unidos, la cobertura televisiva casi en tiempo real de la campaña de Birmingham en la época de los derechos civiles, el evento del Domingo Sangriento en las marchas de Selma a Montgomery, y las imágenes violentamente gráficas en las noticias sobre Vietnam, llevaron por primera vez la realidad sangrienta de los heridos en hospitales y los daños en conflictos armados, al salón de cada hogar.

#### El nuevo cine
El final de las restricciones del Código Hays acerca de la censura en la producción de las películas, y el uso de nuevas formas de expresión artística en el cine europeo y asiático, trajeron nuevos valores de producción con el surgimiento del cine arte, y la introducción de la pornografía en la producción de cine comercial, con pública distribución y exhibición en los denominados cines-X. El final de la censura resultó en una completa reorganización de la industria del cine occidental. Con nuevas libertades artísticas, la joven generación de realizadores del Nuevo Hollywood trabajaron en diferentes géneros para hablar de temas antes prohibidos, aunque los estudios de cine de Hollywood seguían siendo considerados como parte del sistema.

#### La nueva radio
A finales de la década de los 60, la previamente ignorada Radio-FM reemplaza a la Radio-AM al ser el punto focal de la creciente explosión de la música rock and roll y se convirtió en el nexo para la distribución de noticias para jóvenes y la propaganda de la generación de la contracultura.

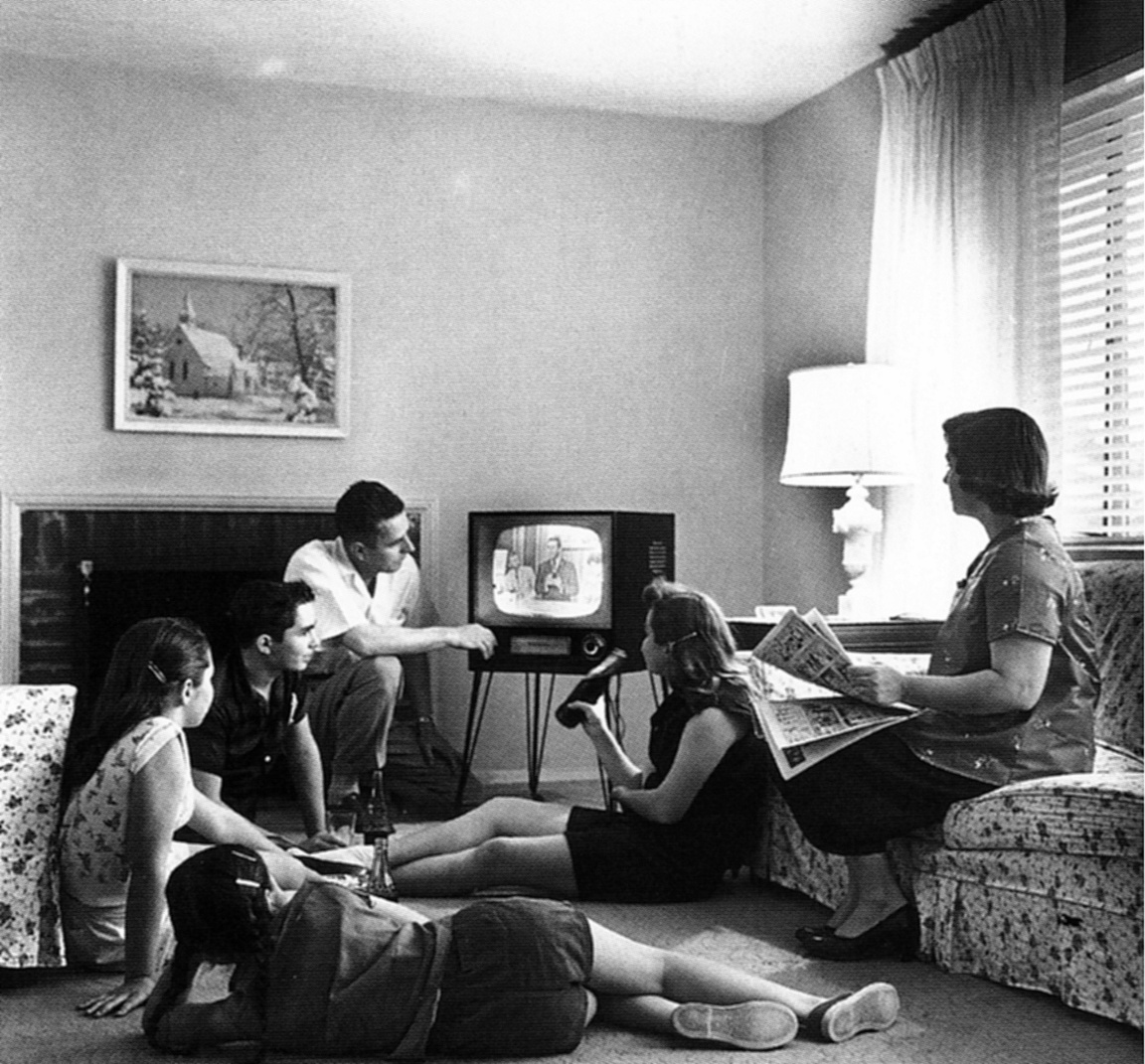
Una familia ve la televisión, 1958.

### Cambios en los estilos de vida
Las comunas, proyectos colectivos, y la comunidad internacional recuperaron popularidad durante esta época. Las comunidades tempranas, como Hog Farm, Quarry Hill, y Drop City en los Estados Unidos fueron establecidos como los intentos directos del agrarismo para regresar a la tierra y vivir libres de las interferencias de influencias externas. Mientras la década avanzaba, muchas personas se establecían y empezaban a habitar nuevas comunidades en respuesta a la desilusión por las comunidades tradicionales y la poca satisfacción con ciertos elementos de la misma contracultura. Algunas de estas comunidades autosustentables han sido acreditadas como el nacimiento y propagación de la política verde internacional.
La emergencia de un interés por la consciencia espiritual expandida, el yoga, el esoterismo y el creciente Movimiento del potencial humano ayudaron a cambiar perspectivas acerca de la religión organizada durante esta época entre los más jóvenes. En 1957 el 69 % de los residentes estadounidenses encuestados por Gallup, una prestigiosa compañía de consultoría, dijeron que la influencia de la religión estaba aumentando. Para finales de la década de 1960, la encuestas indicaban que menos del 20 % aún creían que era así.
La brecha generacional, trajo la inevitable percepción de una división mundial entre jóvenes y viejos. Gran parte del abismo generacional entre 1960 y 1970, nació de los rápidos cambios en la moda y la estilos que eran aceptados por los más jóvenes, pero muchas veces poco entendidos o incluso ridiculizados por los mayores. La natural brecha generacional nunca fue más grande que entonces. Estas tendencias incluían el cabello largo y barba para los hombres, el "afro" natural para las personas negras, el uso de ropa reveladora en público para las mujeres, y la ropa psicodélica de la cultura hippie. Finalmente, un vestuario práctico y cómodo, usualmente camisetas (tie-dye, decoradas con mensajes políticos o de propaganda), y vaqueros de mezclilla de Levi Strauss & Co. se convirtieron en un uniforme durante esta generación. La moda dominante en la contracultura desapareció con la música disco y el punk a finales de la década de los 70, mientras la popularidad global por las camisetas, los vaqueros y la ropa casual se mantuvieron.

#### La cultura de drogas emergente en la clase media
En el mundo occidental, el estatus criminal de la industria de las drogas recreativas fue instrumental para la formación de una dinámica de antisistema social para aquellos que alcanzaban la edad adulta durante la época de la contracultura. La explosión del consumo de marihuana durante este tiempo, especialmente por estudiantes en los grandes campus universitarios, crearon una necesidad para que un gran número de personas fueran discretas en el uso de la sustancias ilegales. La clasificación de la marihuana como un narcótico, y la imposición de diversas penas criminales por su uso, llevaron del uso de la marihuana a la experimentación con otras sustancias de maneras muy discretas y ocultas. Muchos empezaron a tener vidas clandestinas a partir de sus decisiones de consumir sustancias, pues temían la retribución de los gobiernos.

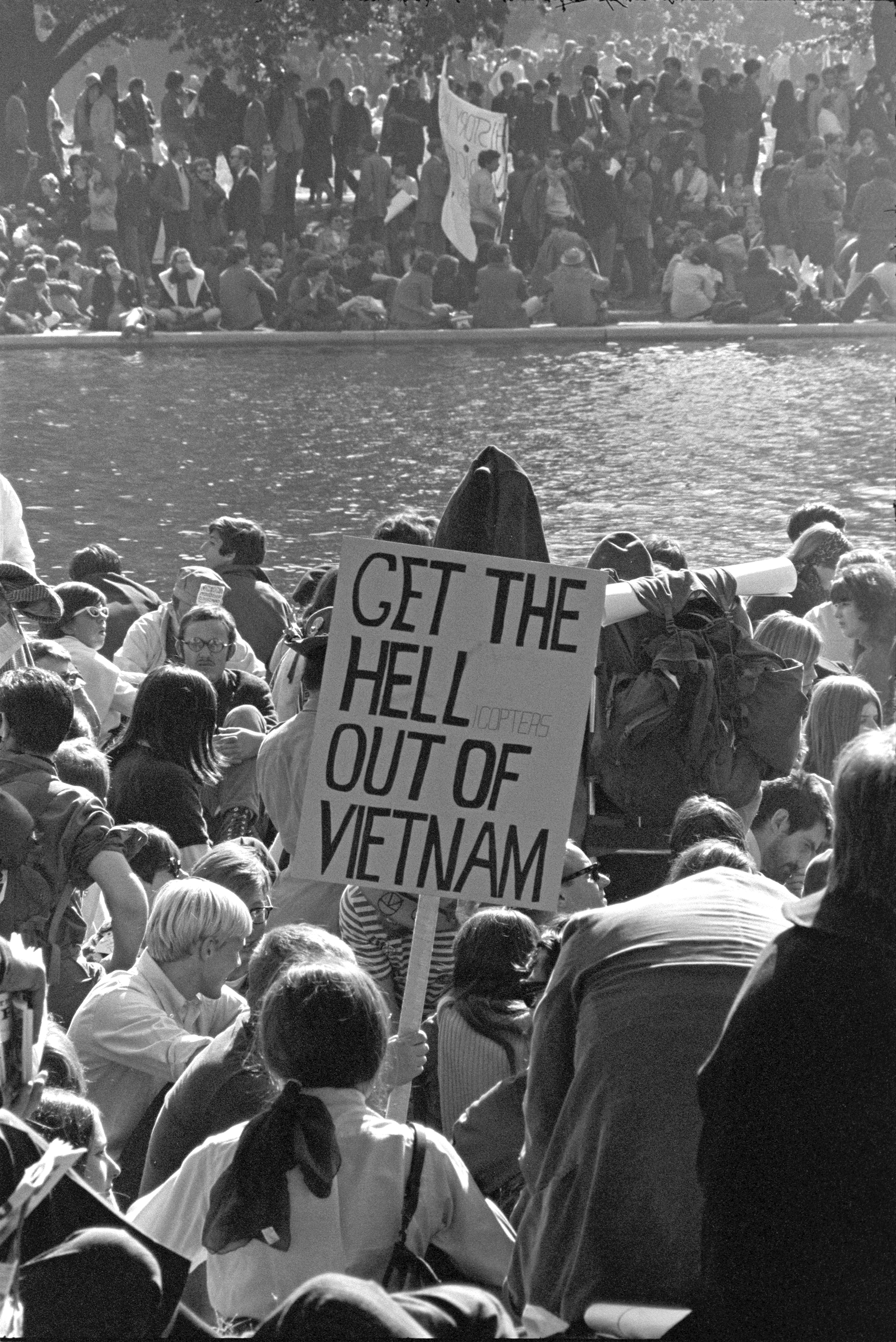
Protestantes antiguerra.

### Aplicación de la ley
Los enfrentamientos entre los estudiantes universitarios (y otros activistas) y los oficiales de la ley se convirtieron en sellos de este tiempo. Muchos jóvenes empezaron a desconfiar de la policía y términos como "fuzz" (pelusa) y "pig" (cerdo) se usaban de manera denigrante para referirse a ellos, convirtiéndose en palabras clave para el vocabulario de la contracultura. La desconfianza por la policía no solo se basaba en el miedo a la brutalidad policial durante las protestas políticas, sino también en la corrupción policial general; especialmente la creación de evidencias falsas y trampas en casos de drogas. En los Estados Unidos, la tensión social entre los elementos de la contracultura y la aplicación de la ley llegaron a su punto de ruptura en notables casos como: Las protestas de la Universidad de Columbia en 1968 en Nueva York, las protestas en Convención Democrática Nacional de 1968 en Chicago, el arresto y encarcelación del poeta John Sinclair en Ann Arbor, Míchigan, y la Masacre de la Universidad Estatal de Kent en Kent, Ohio. Esta desconfianza en la autoridad también apareció en el Reino Unido.

### La Guerra de Vietnam
La Guerra de Vietnam, y la división nacional entre partidarios y opositores a ella fueron probablemente los factores más importantes que contribuyeron al crecimiento del movimiento de la contracultura en Estados Unidos. 

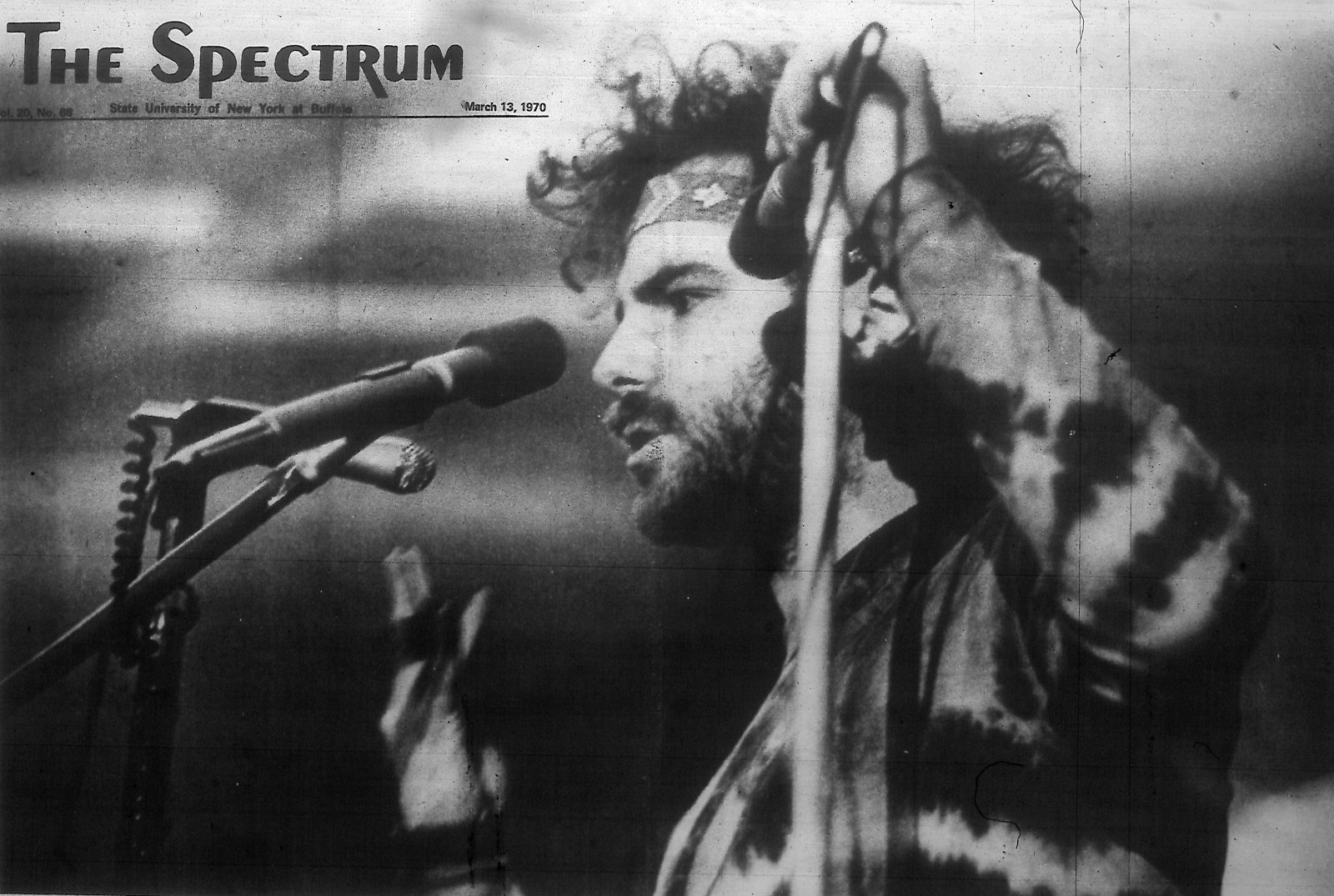
Jerry Rubin, Universidad de Buffalo, 10 de marzo de 1970.

La afirmación de que la opinión en contra de la guerra solo era compartida por los jóvenes era un mito, aunque las protestas masivas llenas de jóvenes en las grandes ciudades de Estados Unidos unieron a millones en contra de la guerra y la política de guerra que se mantuvo durante dos administraciones presidenciales.

### En Europa Occidental
El movimiento de la contracultura en el occidente Europeo, en grandes ciudades como Londres, Ámsterdam, París, Roma y Berlín Oeste fue rival para San Francisco y Nueva York como centros de la contracultura a finales de los 60.

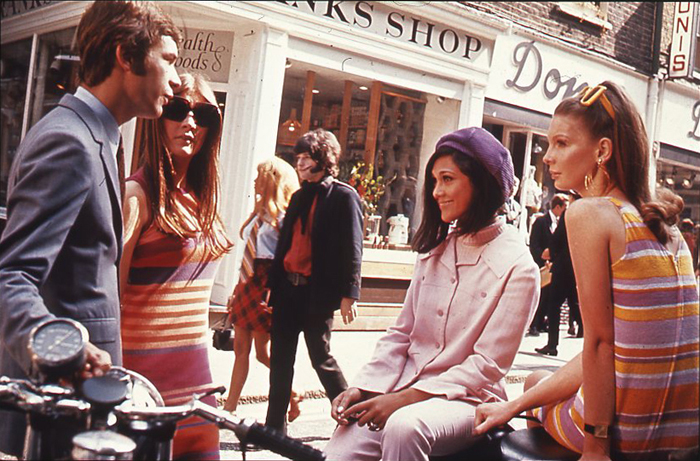
Carnaby Street, Londres, 1969.

En Inglaterra el UK Underground fue un movimiento ligado a la creciente subcultura procedente de los Estados Unidos y asociado al fenómeno hippie, generando sus propias revistas y periódicos, moda, grupos musicales y clubs. Barry Miles, figura de este movimiento dijo: "El underground fue el apodo para una comunidad de gente con pensamientos similares acerca del antisistema, en contra de la guerra, a favor de las personalidades del rock'n'roll, y un general interés por las drogas recreativas. Creían que la paz, la exploración de una conciencia más grande y la experimentación sexual y romántica eran más importantes en lugar de entrar a la carrera de ratas. El estilo de vida consumista no les atraía, aunque no se oponían a otros viviendo de esa manera. Pero durante esa época la clase media sentía tener el derecho de imponer sus valores en las demás personas, lo cual trajo muchos conflictos".
En Holanda, Provo fue un movimiento de contracultura enfocado en "provocar respuestas violentas de la autoridad usando carnada no violenta".
En Francia, la Huelga General centrada en París en mayo de 1968 unió masivamente a los estudiantes franceses, y casi derroca al gobierno.
Kommune 1 o K1 fue una comuna en Berlín Oeste, conocida por sus extrañas presentaciones que fluctuaban entre la sátira y la provocación. Estos eventos sirvieron como inspiración para el movimiento del "Espontaneísmo" y otros grupos de izquierda. A finales del verano de 1968, la comuna se mudó a una fábrica desierta en Stephanstraße para reorientarse. Esta segunda fase de Kommune 1 se caracterizó por el sexo, la música y las drogas. Pronto la comuna empezó a recibir visitantes de todo el mundo, incluyendo a Jimi Hendrix.

### En Australia

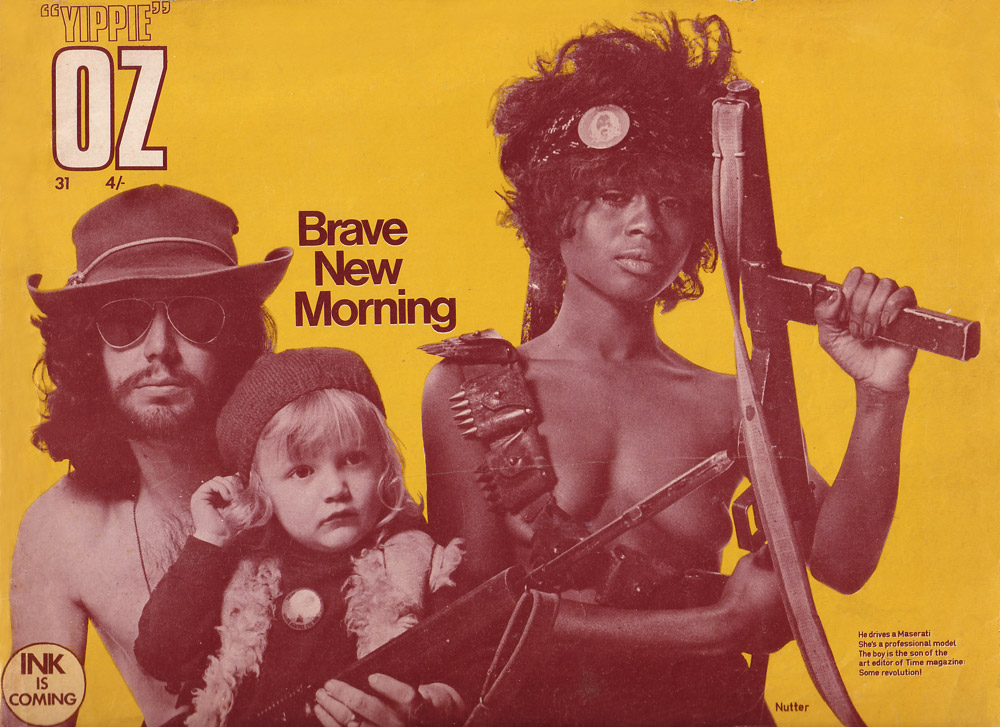
Revista Oz portada número 31.

La revista Oz fue primeramente publicada como una revista satírica entre 1963 y 1969 en Sídney, Australia, y, en su más conocida segunda encarnación, se convirtió en una revista "hippie psicodélica" de 1967 a 1973 en Londres. Identificada como parte de la prensa clandestina, fue parte de dos juicios muy publicitados por obscenidad, uno en Australia en 1964 y otro en el Reino Unido en 1971.

### En Latinoamérica

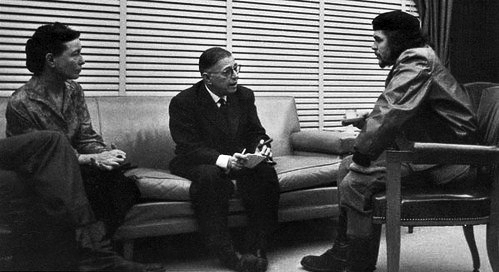
Tres iconos radicales de los sesenta. Encuentro entre Simone de Beauvoir, Jean-Paul Sartre y Ernesto "Che" Guevara en Cuba, en 1960.

En México, la música rock estaba ligada a las revueltas de los jóvenes durante la década de los 60. La Ciudad de México, junto con otras ciudades del norte como Monterrey, Nuevo Laredo, Ciudad Juárez, y Tijuana, estaban expuestas a la música estadounidense. Muchas de las estrellas del rock mexicano se involucraron en la contracultura. El Festival Rock y Ruedas de tres días en 1971, fue organizado en el valle Avándaro cerca de la ciudad de Toluca, un pueblo vecino a la Ciudad de México, y se empezó a conocer como el "Woodstock Mexicano". El nudismo, el uso de drogas, y la presencia de banderas estadounidense, escandalizaron a la sociedad conservadora mexicana de tal manera que el gobierno prohibió los conciertos de rock and roll por el resto de la década. El festival, que fue presentado como prueba de la modernización de México, nunca esperó atraer a la cantidad de personas que acudieron, y el gobierno tuvo que evacuar a los asistentes varados al final del festival. Esto ocurrió durante la presidencia de Luis Echeverría, una época de extrema represión en la historia mexicana. Todo lo conectado a la contracultura o los estudiantes protestantes fue prohibido de las transmisiones públicas, ya que el gobierno temía una repetición de las protestas estudiantiles de 1968. Pocas bandas sobrevivieron a estas restricciones; aunque las que lo lograron, como Three Souls in My Mind (ahora El Tri), siguieron siendo populares por su adopción del español en sus canciones, y apoyados aún más por sus seguidores clandestinos. Aunque los grupos de rock mexicano pudieron presentarse públicamente desde mediados de las década de los 80, la prohibición de conciertos de bandas internacionales duró hasta 1989.
El Cordobazo fue un levantamiento civil en la ciudad de Córdoba, Argentina a finales del Mayo de 1969, durante la dictadura militar del General Juan Carlos Onganía, que ocurrió unos días después del Rosariazo, y un año después del Mayo de 1968 en Francia. En contraste con otras protestas, el Cordobazo no fue manejado por líderes trabajadores marxistas, sino por estudiantes y trabajadores unidos en contra de la dictadura militar.

## Movimientos

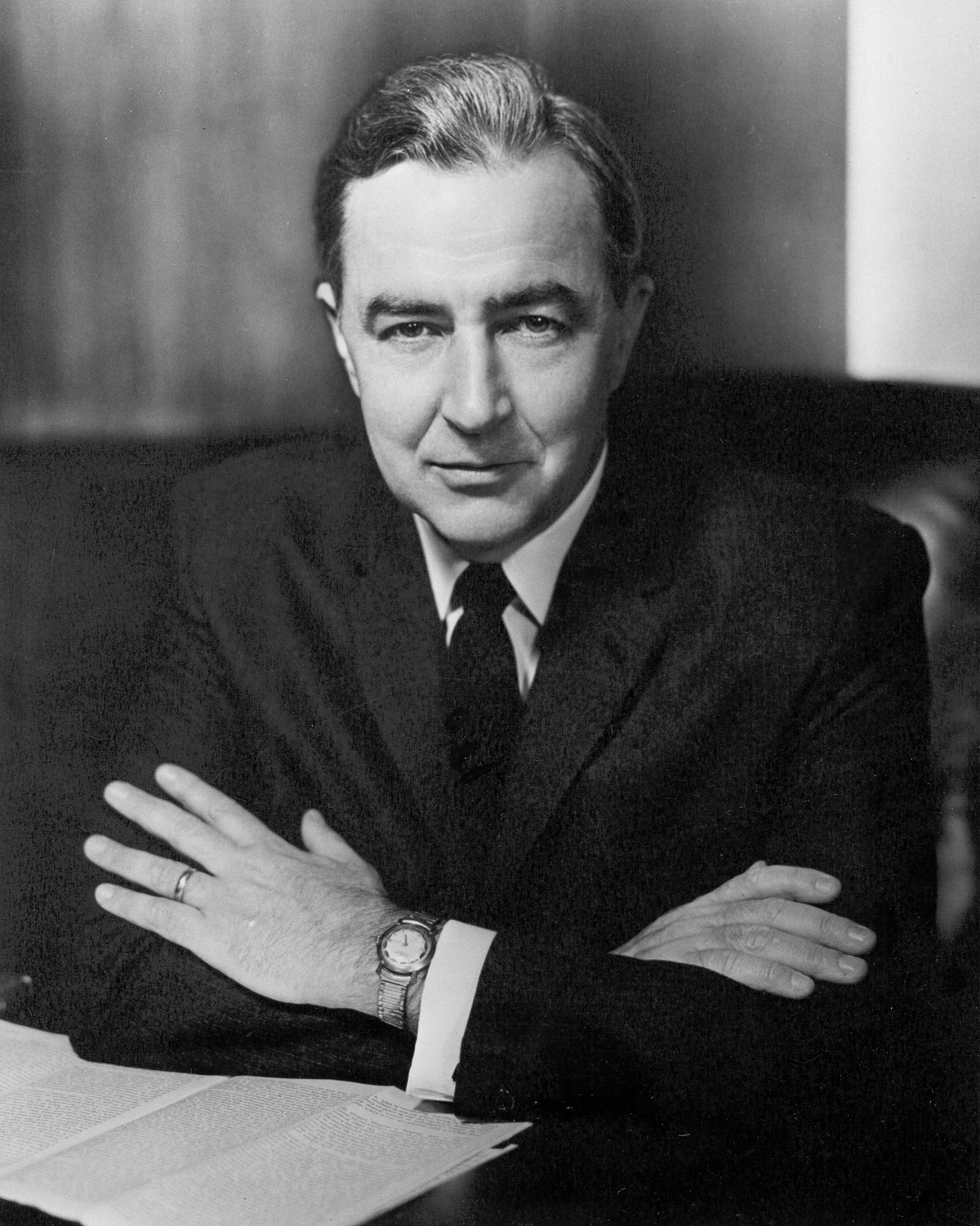
Senador estadounidense Eugene McCarthy, candidato antiguerra para la presidencia estadounidense 1968.

### Derechos civiles
El movimiento por los derechos civiles en Estados Unidos, un elemento clave en la contracultura, incluyó el uso aplicado de la no violencia para asegurar que se aplicaran derechos iguales bajo la Constitución de los Estados Unidos a todos los ciudadanos. Muchos de los estados negaban ilegalmente estos derechos a los afroamericanos, por lo que se convirtió en un tema de grandes protestas no violentas a principios y mediados de la década de los 60.

### Libertad de expresión
Mucha de la contracultura de esta década se originó en los campus universitarios. El movimiento por la libertad de expresión de la Universidad de California, Berkeley en 1964, que tenía orígenes en el movimiento por los derechos civiles en el sur de Estados Unidos, fue un ejemplo temprano de estas manifestaciones. En Berkeley un grupo de estudiantes se identificaron por su oposición a los intereses y prácticas de la universidad y sus patrocinadores corporativos. Otros jóvenes rebeldes, que no eran estudiantes, también contribuyeron al movimiento por la libertad de expresión.

### La nueva izquierda
La Nueva Izquierda es un término usado en diferentes países para describir a los movimientos de la izquierda política que ocurrieron entre 1960 y 1970. Se diferenciaban de los movimientos de izquierda anteriores que estaban orientados al movimiento obrero, porque en su lugar este nuevo movimiento adoptó el activismo. La nueva izquierda de Estados Unidos estaba asociada a las protestas masivas en campus universitarios y los movimientos de izquierda radicales. La nueva izquierda en Inglaterra era un movimiento dirigido por la intelectualidad que intentaba corregir los errores percibidos en los partidos de la "izquierda política antigua" en el periodo después de la Segunda Guerra Mundial. Esos movimientos empezaron a desvanecerse durante la década de 1970, cuando los activistas se involucraron en partidos políticos, desarrollaron organizaciones de justicia social, se movieron a identidades políticas o estilos de vida alternativos, o se volvieron políticamente inactivos.

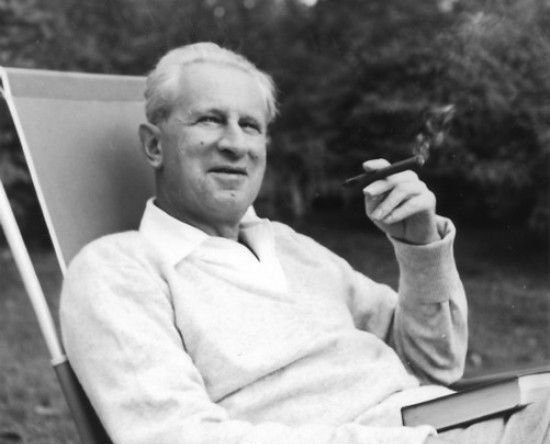
Herbert Marcuse, asociado con la Escuela de Frankfurt de la teoría crítica, era un pensador liberal socialista influyente en los movimientos radicales de la época filósofo de la nueva izquierda

La emergente nueva izquierda en las décadas de los 50 y 60 llevó a un renacimiento del interés por el socialismo libertario. La crítica de la nueva izquierda hacia el autoritarismo de la izquierda antigua fue asociada con un gran interés por la libertad personal, la autonomía (véase el pensamiento de Cornelius Castoriadis) y llevó a un redescubrimiento de la tradiciones socialistas antiguas, como el comunismo de izquierda, el comunismo consejista, y los trabajadores industriales del mundo. La nueva izquierda también trajo el resurgimiento del anarquismo. Revistas como Radical America y Black Mask en Estados Unidos, Solidarity, Big Flame y Democracy & Nature, seguidas por el The International Journal of Inclusive Democracy, en el Reino Unido, introdujeron un gran rango de ideas liberales de izquierda a la nueva generación. La ecología social, el movimiento autónomo y, más recientemente, la economía participativa, y la democracia inclusiva nacieron a partir de esto.
Un surgimiento popular de interés en el anarquismo sucedió en la naciones occidentales entre 1960 y 1970. El anarquismo influyó en la contracultura de esta década y los anarquistas participaron activamente en los movimientos sociales de 1968. Durante el IX Congreso de la Federación Anarquista Italiana en Carrara en 1965, un grupo decidió separarse de esta organización y crearon el Gruppi di Iniziativa Anarchica. En la década de los 70, se conformaba mayormente por "anarquistas veteranos individualistas con una orientación al pacifismo, el naturismo, etc". En 1968 en Carrara, Italia la Internacional de Federaciones Anarquistas fue fundada durante una conferencia internacional de anarquismo durante 1968 por tres federaciones europeas existentes de Francia, Italia y la Federación Anarquista Ibérica así como la federación de Bulgaria en el exilio francés. Durante los eventos de Mayo de 1968 en Francia los grupos anarquistas activos en Francia eran la Federación Anarquista, el Mouvement communiste libertaire, la Union fédérale des anarchistes, la Alliance ouvrière anarchiste, la Union des groupes anarchistes communistes, el Noir et Rouge, la Confédération nationale du travail, la Union anarcho-syndicaliste, la Organisation révolutionnaire anarchiste, el Cahiers socialistes libertaires, la À contre-courant, La Révolution prolétarienne, y las publicaciones cercanas a Émile Armand.
La nueva izquierda en los Estados Unidos también incluyó a anarquistas, grupos radicales relacionados con la contracultura y los hippies como los Yippies que eran dirigidos por Abbie Hoffman, The Diggers y los Up Against the Wall Motherfuckers. A finales de los años 60 los Diggers abrieron tiendas gratis donde regalaban su mercancía, daban comida gratis, distribuían drogas, regalaban dinero, organizaban conciertos sin billetes de entrada, y hacían trabajos de arte político. Los Diggers adoptaron su nombre de los originales cavadores dirigidos por Gerrard Winstanley y buscaban crear una pequeña sociedad libre de dinero y de capitalismo. Por otro lado los Yippies utilizaron gestos teatrales, como promover a un cerdo ("Pigasus el Inmortal") como candidato a la presidencia de 1968, para burlarse del statu quo social.  Fueron descritos por sus gestos teatrales, antiautoritarismo y su movimiento anarquista juvenil. de "política simbólica". Ya que eran conocidos por su teatro callejero y las bromas con temática política, muchos de los miembros de la izquierda partidaria de la "vieja escuela" se sentían ignorados o empezaban a denunciarlos. Según la ABC News, "El grupo era conocido por las bromas en el teatro callejero y fue una vez referido como el 'Groucho del marxismo'."

### Oposición a la guerra
En Trafalgar Square, Londres en 1958, en un acto de desobediencia civil, 60 000-100 000 protestantes conformados por estudiantes y pacifistas se convergieron en lo que se iba a convertir en el "Movimiento antinuclear".
La oposición a la Guerra de Vietnam comenzó en 1964 en los campus universitarios en Estados Unidos. El activismo estudiantil se convirtió en un tema dominante para los baby boomers, creciendo para incluir a otros grupos demográficos. Exenciones y prórrogas para las clases medias y altas resultaron en la inducción de un número desproporcionado de gente pobre, clase trabajadora, y la minoría registrada. Los libros de la contracultura como MacBird de Barbara Garson y mucha de la música de este movimiento impulsaron un espíritu de poco conformismo y antisistema. Para 1968, un año después de una larga marcha a las Naciones Unidas en Nueva York y una gran protesta en el Pentágono, la mayoría de las personas de este país se oponían a la guerra.

### Oposición a lo nuclear

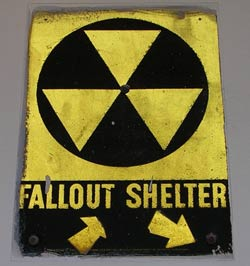
Un letrero indicando un refugio en Nueva York.

La aplicación de la tecnología nuclear, como recurso de energía e instrumento de guerra, fue controvertido.
Científicos y diplomáticos debatieron acerca de las políticas sobre las armas nucleares desde antes de la bomba atómica de Hiroshima en 1945. El público se empezó a preocupar por las pruebas nucleares desde 1954, después de pruebas nucleares extensas en el Pacífico. En 1961, en la cúspide de la Guerra Fría, cerca de 50 000 mujeres se unieron a la Huelga de Mujeres por la Paz y marcharon en 60 ciudades en Estados Unidos para protestar en contra de las armas nucleares. En 1963, varios países ratificaron el Tratado de Prohibición Parcial de Ensayos Nucleares, que prohibía las pruebas nucleares atmosféricas.
Cierta oposición local a la energía nuclear nació a principios de 1960, y para el final de la década algunos miembros de la comunidad científica empezaron a mostrar su preocupación. A principios de los setenta, se hicieron grandes protestas por la propuesta de una planta nuclear en Wyhl, Alemania. El proyecto fue cancelado de 1975 y el movimiento antinuclear logró inspirar la oposición a la energía nuclear en otras partes de Europa y Norteamérica. La energía nuclear fue motivo de mayores protestas públicas en los 70.

### Feminismo
El rol de las mujeres como amas de casa a tiempo completo en la sociedad industrial fue desafiado en 1963, cuando la feminista estadounidense Betty Friedan publicó Mística de la feminidad, dando fuerza al movimiento de las mujeres e influyendo en la denominada Segunda ola del feminismo. Otras activistas, como Gloria Steinem y Angela Davis, organizaron, influenciaron o educaron a generaciones de mujeres más jóvenes y lograron expandir el pensamiento feminista. El feminismo creció más a partir de los movimientos de protesta a finales de la década de 1960, cuando mujeres en movimientos como los Estudiantes por una Sociedad Democrática se rebelaron en contra del rol de "apoyo" al que habían sido restringidas por la nueva izquierda dominada por hombres, así como en contra de la manifestaciones de sexismo dentro de algunos grupos radicales. El panfleto de Las mujeres y sus cuerpos en 1970, convertido en el libro Our Bodies, Ourselves en 1971, particularmente influenció la nueva conciencia feminista.

### Ambientalismo

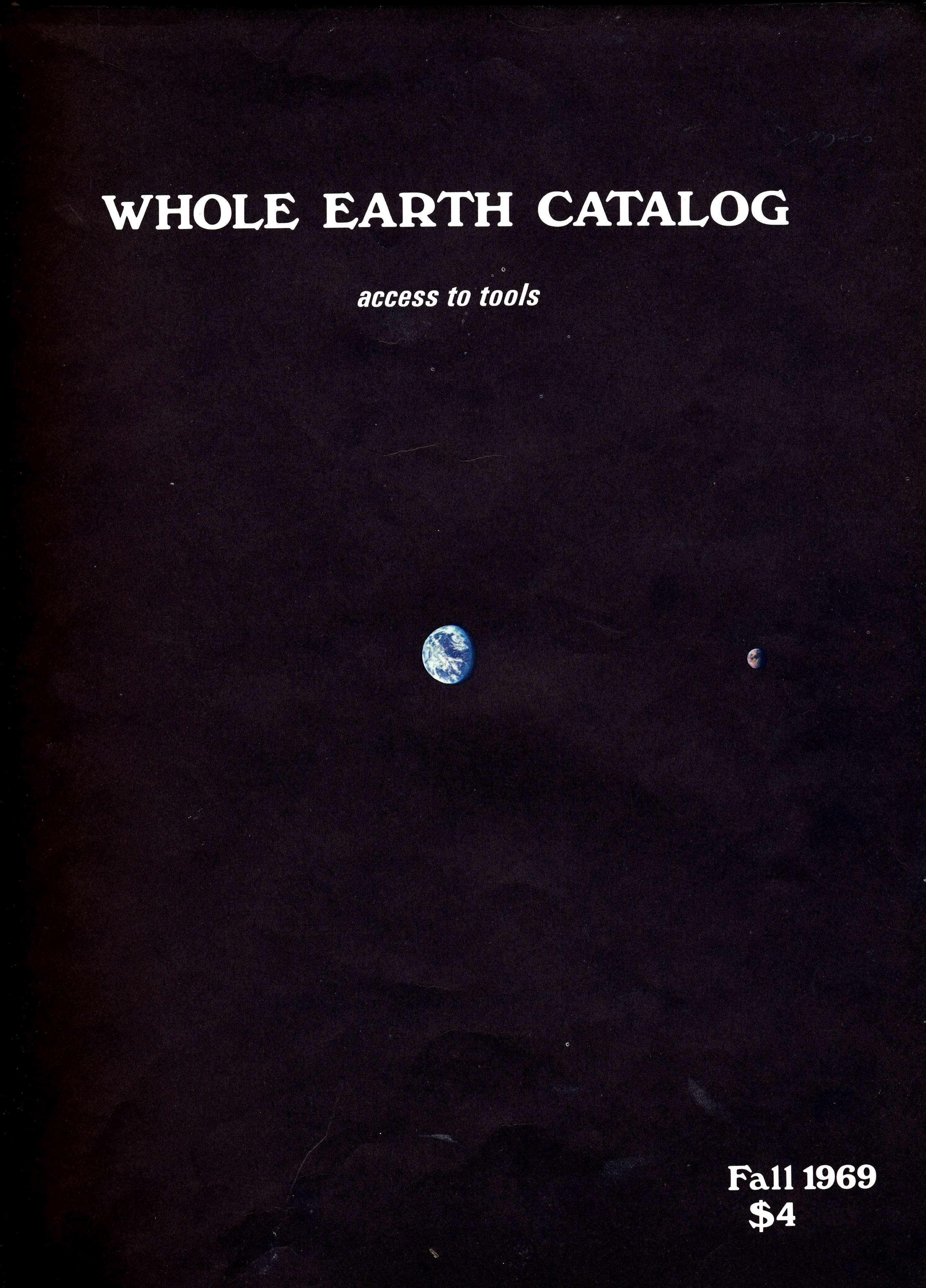
Portada temprana del Catálogo de la Tierra Completa muestra la tierra vista desde el espacio.

La contracultura de la década de los 60 adoptó una ética de vuelta a la tierra, y comunas en ese tiempo dejaron la ciudad y se empezaron a mudar al campo. Algunos libros importantes de esta década incluyeron Primavera silenciosa por Rachel Carson y The Population Bomb de Paul Ehrlich. El ambientalismo de la contracultura rápidamente tomó las implicaciones de los escritos de Ehrlich sobre Superpoblación, la predicción de Hubbert acerca del "pico petrolero", y más generalmente se preocupaba por la contaminación, la basura, los efectos ambientales de la Guerra de Vietnam, las vidas dependientes de los automóviles, y la energía nuclear. Veían en los dilemas de energía y recursos implicaciones para la geopolítica, el estilo de vida, la naturaleza, y otras dimensiones de la vida moderna. El tema del "regreso a la naturaleza" era constante en la contracultura durante el festival de Woodstock en 1969, mientras que el primer Día de la Tierra en 1970 fue importante para llamar la atención sobre los problemas ambientales entre la cultura joven. A principios de 1970, publicaciones orientadas a la contracultura como Whole Earth Catalog y The Mother Earth News eran populares, y permitieron la emergencia del movimiento de back to the land. La contracultura entre 1960 y 1970 adoptó prácticas como el reciclaje y la ganadería ecológica mucho antes de que se volviera popular a partir de la década de 2000. El interés de la contracultura por la ecología progresó hasta la década de los 70: particularmente influenció a eco-anarquistas de la nueva izquierda como Murray Bookchin, la crítica de Jerry Mander sobre los efectos de la televisión en la sociedad, la novela Ecotopía de Ernest Callenbach, los escritos de ficción y no ficción de Edward Abbey, y el libro de economía Lo pequeño es hermoso de E.F. Schumacher.

### Liberación gay
Los disturbios de Stonewall fueron una serie de demostraciones espontáneas y violentas en contra de los ataques policiales en las primeras hora del 28 de junio de 1969, en el Stonewall Inn, un bar gay en el vecindario de Greenwich Village en Nueva York. Este evento es frecuentemente citado como la primera instancia en la historia estadounidense donde personas de la comunidad gay lucharon en contra del sistema patrocinado por el gobierno que perseguía a las minorías sexuales, y se convirtió en un evento desafiante que marcó el inicio del Movimiento de liberación LGBT en Estados Unidos y alrededor del mundo.

## Cultura y estilos de vida

### Hippies
Después del evento Human Be-In el 14 de enero de 1967 en San Francisco organizado por el artista Michael Bowen, la atención de los medios en la cultura juvenil se activó por completo y poco después la interpretación de Scott McKenzie de la canción "San Francisco (Be Sure to Wear Flowers in Your Hair)" atrajo a alrededor de 100 000 jóvenes de todo el mundo para celebrar el "Verano del Amor" en San Francisco. Aunque la canción fue escrita originalmente por John Phillips del grupo The Mamas & the Papas para promover el Monterey Pop Festival en junio de 1967, se convirtió en un hit mundial (n.º 4 en los Estados Unidos, n.º 1 en Europa) y trascendió su propósito original.
Los "niños de las flores" de San Francisco, también llamados "hippies" por el columnista Herb Caen del periódico local, adoptaron nuevos estilos de vestimenta, experimentaban con drogas psicoactivas, vivían en comunas y desarrollaron una escena musical vibrante. Cuando los jóvenes regresaron del "Verano del amor" a sus ciudades natales estos estilos y comportamientos se extendieron rápidamente de San Francisco y Berkeley a diferentes capitales estadounidenses, canadienses y europeas. Algunos hippies formaron comunidades que vivían fuera del sistema establecido. Este aspecto de la contracultura rechazó la participación política activa con los partidos populares, siguiendo el dictado de Timothy Leary en "Turn on, tune in, drop out", y esperaban cambiar a la sociedad al salir de ella. Más adelante en su vida Leary (un profesor de Harvard) describió sus actividades antes de los sesenta como las de "un empleado anónimo de la institución que cada día conducía hasta su trabajo en una larga línea de automóviles, y regresaba cada noche a su casa para beber martinis... como otros millones de robots intelectuales y liberales de la clase media."
A medida que los miembros del movimiento crecían y moderaban sus estilos de vida y opiniones, y especialmente después de la partida de las fuerzas armadas de Estados Unidos en la Guerra de Vietnam a mitad de los setenta, la contracultura fue absorbida por lo popular, dejando cierto impacto en la filosofía, los valores, la música, el arte, la salud alternativa y la moda.
Además del cambio en el estilo, el arte y la opiniones antiguerra y antisistema, algunos hippies decidieron desligarse de la sociedad moderna al establecerse en comunas en el campo. La primera comuna en los Estados Unidos fue un terreno de 7 acres en el sur de Colorado llamado Drop City. Según Timothy Miller, 
Drop City unió muchos temas que se habían desarrollado en otras comunidades - anarquía, pacifismo, libertad sexual, aislamiento rural, interés en las drogas, arte - y las combinó en una comuna que nunca antes había sido vista.
Muchos de sus habitantes usaron el reciclaje para construir domos geodésicos para vivir; usando varias drogas como la marihuana y el LSD, y creando piezas de Drop Art. Después del éxito inicial de Drop City, los visitantes empezaron a crear sus propias comunas. Otra comunidad llamada "The Ranch" era similar a la cultura de Drop City, así como conceptos nuevos como el de la libertad extensa para los niños conocido como "derechos infantiles".

### Aumento del consumo de LSD
Durante los años sesenta, este segundo grupo de consumidores casuales de LSD evolucionaron y se expandieron a un subcultura que apreciaba lo místico y los símbolos religiosos suscitados por los efectos poderosos de la droga, y defendían su uso como un método para elevar la consciencia. Las personalidades asociadas a esta subcultura, gurúes como el doctor Timothy Leary y los músicos del rock psicodélico como Grateful Dead, Jimi Hendrix, Janis Joplin, The Doors, Country Joe and the Fish, Big Brother and the Holding Company, Jefferson Airplane y los Beatles pronto atrajeron una gran publicidad, generando más interés en el LSD.
La popularización del LSD fuera del mundo médico fue impulsado por individuos como Ken Kesey que participó en pruebas médicas acerca del uso de drogas y le empezó a gustar lo que consumía. Tom Wolfe escribió un muy leído libro en los primeros años de la entrada del LSD en el mundo no-académico The Electric Kool Aid Acid Test, que documentaba el viaje alrededor del país impulsado por el ácido consumido por Ken Kesey y los Merry Pranksters en el autobús psicodélico "Furthur", y las posteriores fiestas de "Prueba de ácido" por parte de los Pranksters. En 1965, los laboratorios Sandoz dejaron de hacer entregas legales de LSD en los Estados Unidos para el uso psiquiátrico y de investigación de la droga, después de una petición del gobierno de Estados Unidos acerca de su uso. Para abril de 1966, el uso de LSD era tan grande que la revista Time advirtió acerca de sus efectos nocivos. En diciembre de 1966, la película de explotación "Hallucination Generation" fue lanzada. Posteriormente fueron estrenadas las películas The Trip (1967) y "Psych-Out" (1968).

#### Ken Kesey y los Merry Pranksters
Ken Kesey y los Merry Pranksters ayudaron a formar el carácter de la contracultura de la década de los 60 cuando emprendieron un viaje a través de los Estados Unidos durante el verano de 1964 en un autobús psicodélico llamado "Furthur." Empezando en 1959, Kesey había sido voluntario como sujeto de investigación para pruebas médicas financiadas por el proyecto Operación MK Ultra de la CIA. Estas pruebas investigaron los efectos del LSD, la psilocibina, la mescalina, y otros psicoactivos. Después de las pruebas médicas, Kesey continuó experimentando por su cuenta, e involucró a muchos de sus amigos cercanos; conocidos como los "Merry Pranksters." Los Pranksters visitaron al defensor del LSD Timothy Leary de Harvard en su retiro en Millbrook, Nueva York, donde la experimentación con LSD y otras drogas psicoativas, principalmente como formas de reflexión interna y crecimiento, se volvió una constante durante su viaje.
Los Pranksters crearon un conexión directa entre la Beat Generation de los cincuenta y la escena psicodélica de los sesenta; el autobús era conducido por el icono Beat Neal Cassady, el poeta Beat Allen Ginsberg fue parte del viaje por un tiempo, y también invitaron al amigo de Cassady, el autor Beat Jack Kerouac - aunque Kerouac rechazó la participación en la escena de los Pranksters. Después de que los Pranksters regresaron a California, popularizaron el uso del LSD en las llamadas "Pruebas del ácido", que inicialmente eran hechas en la casa de Kesey en La Honda, California, y después se movieron a otros lugares en la costa oeste.

#### Otros psicotrópicos
La experimentación con el LSD, el peyote, los hongos psilocibios, la MDA, la marihuana, y otros psicoactivos se convirtió en uno de los grandes componentes de la contracultura de los sesenta, influenciando a la filosofía, el arte, la música y los estilos de vestimenta. Jim DeRogatis escribió que el peyote, un pequeño cactus con un alcaloide psicotrópico de mescalina, se podía conseguir fácilmente en Austin, Texas, un centro de la contracultura, a principios de 1961.

### Revolución sexual
La revolución sexual (también conocida por un tiempo como "liberación sexual") fue un movimiento social que desafiaba los códigos tradicionales de comportamiento acerca de la sexualidad y las relaciones interpersonales alrededor del mundo occidental de 1960 a 1980. La liberación sexual incluyó la aceptación creciente del sexo fuera de las formas tradicionales heterosexuales y monógamas (principalmente el matrimonio). Los anticonceptivos y la píldora, la desnudez pública y la normalización del sexo pre marital, la homosexualidad y las formas alternativas de sexualidad, y la legalización del aborto le siguieron.

### Comunas
En un contexto en el cual la familia como institución social estaba siendo fuertemente cuestionada, los jóvenes contraculturales se enrolaron en la creación de comunas donde poner en práctica formas de vida alternativas. Allí, perseguían poner en práctica el amor libre, la crianza colectiva, el asamblearismo o vivir en contacto estrecho con la naturaleza. Así, surgieron comunas en diversos ámbitos (artísticos, urbanos, rurales, espirituales...) que aspiraban a revolucionar la vida cotidiana y construir una nueva sociedad basada en el principio del apoyo mutuo.

### Medios alternativos
Los periódicos clandestinos nacieron en la mayoría de las ciudades y los pueblos universitarios, sirviendo para definir y comunicar un rango de fenómenos que definieron a la contracultura: oposición política radical al "Establishment", acercamiento a un arte más colorido y experimental (muchas veces explícitamente influenciado por el consumo de drogas), incluyendo a la música y el cine, y un indulgencia sin inhibiciones en el sexo y las drogas como símbolo de libertad. Los periódicos incluían usualmente tiras de cómics, de las cuales creció el cómic underground.

### Deportes alternativos con disco (Frisbee)
Mientras un gran número de jóvenes se distanciaban de la normas sociales, se resistieron y buscaban alternativas. Las formas de escape y resistencia se manifestaron en muchas maneras incluyendo el activismo social, los estilos de vida alternativos, vestimenta, música y actividades recreativas alternativas, incluyendo el crecimiento de la práctica del Frisbee en festivales y conciertos que después se convirtió en un popular deporte de disco.

### Arte de vanguardia y anti-arte
El Internacional Situacionista era un grupo restringido de revolucionarios internacionales fundado en 1957, y que tuvo una gran influencia en la huelga general de Mayo de 1968 en Francia. Con ideas que apoyaban al marxismo y el vanguardismo en el arte europeo del siglo XX, este grupo abogaba por experiencias de vida alternativas a las del capitalismo, el cumplimiento de los deseos primitivos de los humanos y la búsqueda de una cualidad pasional superior. Para cumplir con estos propósitos ellos sugirieron y experimentaron con la construcción de situaciones, es decir la formación de ambientes que facilitaran el cumplimiento de estos deseos. Al usar métodos extraídos del arte, el grupo desarrolló una serie de estudios de campo en estas situaciones, como el urbanismo unitario y la psicogeografía. La pelea más grande era en contra del capitalismo avanzado. Su trabajo teórico tuvo su punto máximo con el libro The Society of the Spectacle por Guy Debord. Debord dijo en 1967 que los medios masivos y la publicidad tenían un rol central en la creación de la sociedad del capitalismo avanzado, ya que daban a conocer una realidad falsa que enmascaraba la degradación de la vida humana. Raoul Vaneigem escribió The Revolution of Everyday Life que explora a la "vida diaria" como la base para la comunicación y participación, y en muchos casos donde puede ser pervertida y abstraída en pseudo-formas.
Fluxus - un nombre tomando del Latín "fluir" - fue una red internacional de artistas, compositores y diseñadores especializados en mezclar diferentes medios y disciplinas artísticas durante la década de los 60. Este grupo estuvo presente en la Neo-Dada noise music, el arte visual, la literatura, la planificación urbanística, la arquitectura, y el diseño. Fluxus se describe como un intermedia, término acuñado por el artista Dick Higgins en un ensayo de 1966. Fluxus apoyaba una estética de "hazlo tú mismo", y valoraba la simplicidad. Como el dadaísmo que le precedió, Fluxus incluyó fuertes corrientes anticomerciales y una sensibilidad anti-arte, dejando atrás el mercado del arte para centrarse en la práctica creativa del artista. El artista de Fluxus Robert Filliou escribió, sin embargo que este movimiento se diferenciaba del Dadaísmo al tener aspiraciones más grandes que incluían la comunidad y la sociedad.
En los sesenta, Black Mask, un grupo de arte influido por el Dadaísmo, declaró que el arte revolucionario debería ser "una parte integral de la vida, como una sociedad primitiva, y no un apéndice de la riqueza." Black Mask interrumpió eventos culturales en Nueva York al dar panfletos de eventos de arte a las personas sin hogar que estaban por ahí. Después, los Up Against the Wall Motherfuckers nacieron de la combinación de Black Mask y otro grupo llamado los Angry Arts. Up Against the Wall Motherfuckers (algunas veces nombrados solo como "the Motherfuckers", o UAW/MF) era un grupo de afinidad anarquista de Nueva York.

### Música

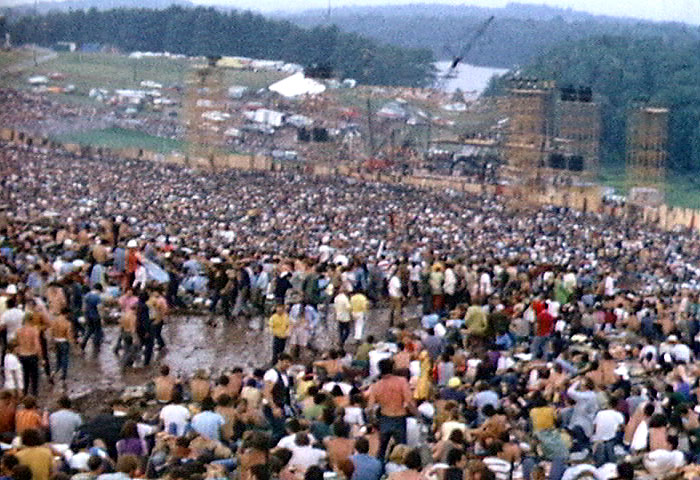
Pequeña parte de un público de 400 000 personas después de la lluvia, Woodstock, Estados Unidos, agosto de 1969

A inicios de los sesenta la nueva ola de música británica ganó fama y popularidad en los Estados Unidos. Artistas como los Beatles abrieron el camino para sus compatriotas en el mercado estadounidense. Aunque los Beatles fueron antes influenciados por músicos estadounidenses, como Bob Dylan, que fue una inspiración para sus letras y para su introducción a la marihuana. La carrera temprana de Dylan como cantante de protesta se había inspirado por músicos como Pete Seeger y Woody Guthrie. Otros cantantes como Joan Báez y Peter, Paul and Mary, llevaron las canciones de la época a las grandes audiencias.
La música de los 60 se movía hacia una versión psicodélica del rock, en gran parte debido a la decisión de Bob Dylan de usar la guitarra eléctrica en el Festival de Folk en Newport en 1965. El nuevo sonido eléctrico de rock fue la base para creación del rock psicodélico de álbumes como The 13th Floor Elevators y bandas británicas como Pink Floyd y los Beatles. El álbum de 1966 de The Beach Boys Pet Sounds también abrió el camino para actos hippies, con la interpretación de las letras de Brian Wilson como "una llamada al amor y la comprensión." Pet Sounds sirvió como un inspiración mayor para actuaciones contemporáneas, directamente inspirando a los Beatles y su álbum Sgt. Pepper's Lonely Hearts Club Band. El sencillo "Good Vibrations" llegó al número uno mundialmente, cambiando la percepción tradicional de un disco.
Los Beatles se convirtieron luego en exponentes comerciales de la "revolución psicodélica" (e.g., Revolver, Sgt. Pepper's Lonely Hearts Club Band y Magical Mystery Tour) a finales de los años 60. En los Estados Unidos, bandas de la contracultura se volvieron populares y comerciales. Incluyendo a The Mamas & the Papas (If You Can Believe Your Eyes and Ears), Big Brother and the Holding Company (Cheap Thrills), Jimi Hendrix (Are You Experienced), Jefferson Airplane (Surrealistic Pillow), The Doors y Sly and the Family Stone (Stand!).
Mientras la escena hippie nacía en California, una escena más experimental aparecía en Nueva York que puso énfasis en el vanguardismo y la música experimental. Bandas como The Velvet Underground emergieron de la escena clandestina y dieron la música para Exploding Plastic Inevitable, una serie de eventos mediáticos diseñados por Warhol y sus colaboradores en 1966 y 1967. Las letras del Velvet Underground eran consideradas experimentales y escandalosas para la época, ya que hablaban acerca de las identidades transgénero y el uso de drogas de las celebridades de Warhol.

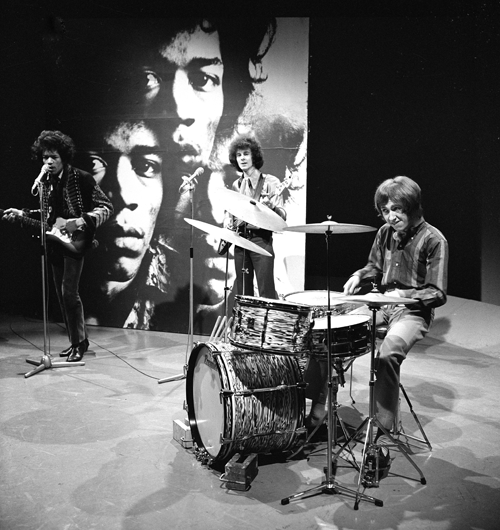
The Jimi Hendrix Experience se presenta en televisión en marzo de 1967.

MC5 también emergió durante los 60 introduciendo el garage rock, que usualmente se acompañaba por letras sociopolíticas y de la contracultura. MC5 tenía lazos con grupos de izquierda como "Up Against the Wall Motherfuckers" y el poeta John Sinclair, por lo que participó en la marcha de Chicago, donde ocurrieron disturbios por la Guerra de Vietnam y el reciente asesinato de Martin Luther King, Jr. y Robert Kennedy. MC5, The Stooges y los Velvet Underground, eran vistos como influencias para el sonido del protopunk que finalmente dio lugar al punk rock y el heavy metal a finales de los setenta.
Otro lugar importante para la contracultura fue Austin, en Texas, que a partir de sus escenarios dio a conocer a personalidades como Janis Joplin, 13th Floor Elevators, Shiva's Headband, el Conqueroo, y después, Stevie Ray Vaughan. Austin también fue acogió a la nueva izquierda y a artistas importantes como Gilbert Shelton, Jack Jackson (Jaxon), y Jim Franklin.
La década de los 60 fue la época de los festivales de rock, que tuvieron un papel importante en el esparcimiento de la contracultura. El Monterey Pop Festival, el cual lanzó la carrera de Jimi Hendrix en Estados Unidos, fue uno de esos festivales. El Festival de la Isla de Wight en Inglaterra, trajo a artistas como The Who, The Doors, Joni Mitchell, Hendrix, Dylan, entre otros. En 1969 el Festival de Woodstock en Nueva York se convirtió en un símbolo del movimiento, a pesar de no tener una asistencia tan grande como el de Wight.

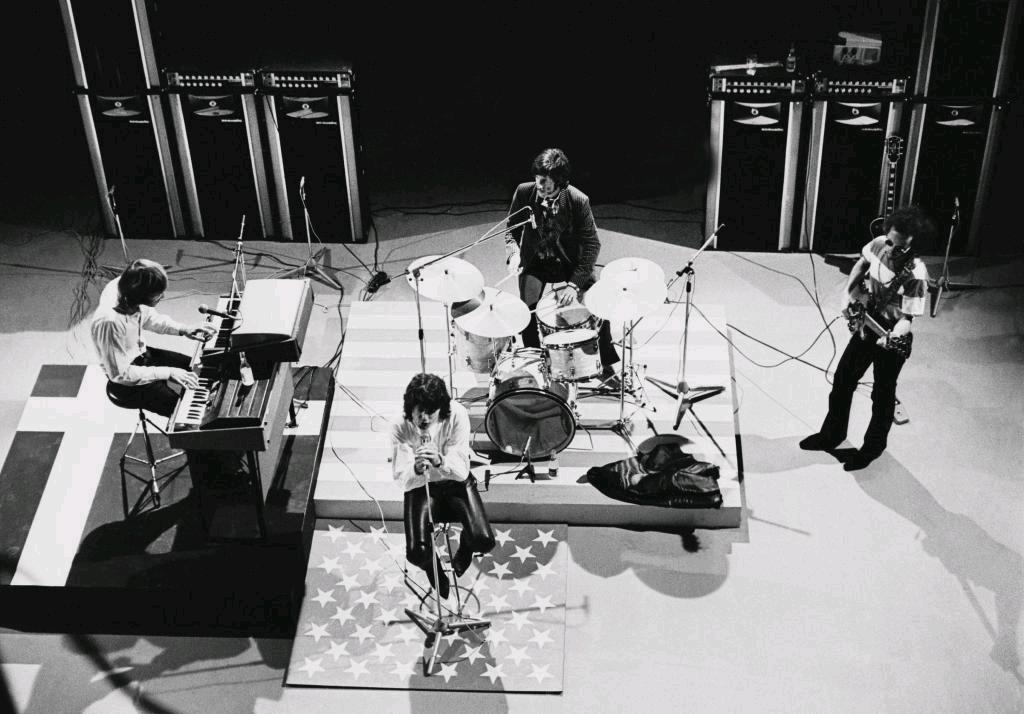
The Doors presentándose en 1968 en Copenhague.

Mientras el rock psicodélico crecía ". los álbumes de larga duración permitieron hacer más experimentos). Incluso las reglas para los sencillos cambiaron y ya no necesitaban durar solo tres minutos como "Like a Rolling Stone" de Bob Dylan, de más de 6 minutos de duración.
El Free jazz se desarrolla en los 50 y 60. La música se produce con una gran variedad, mientras los músicos intenta alterar, extender y romper las convenciones del jazz. Aunque ha sido considerado como experimental y vanguardista, el free jazz intentaba regresar el jazz a sus "raíces primitivas" haciendo énfasis en la improvisación. El Free jazz se asocia con las innovaciones de Ornette Coleman y Cecil Taylor y el último trabajo de John Coltrane. Otros músicos importantes incluían a Charles Mingus, Eric Dolphy, Albert Ayler, Archie Shepp, Joe Maneri y Sun Ra. Durante los primeros años 60 el free jazz se estableció con disqueras como Prestige, Blue Note e Impulse, y sellos independientes como ESP Disk y BYG Actuel. La improvisación musical sin reglas se desarrolla entre los artistas.
Allmusic Guide dice que "alrededor de 1967, los mundos del jazz y el rock era completamente distintos". Sin embargo el término, "jazz-rock" (o "jazz/rock") ha sido usado como sinónimo de su fusión. A finales de sesenta los músicos que experimentaban con el jazz también usaban ritmos de rock e instrumentos eléctricos, y grupos de rock como Cream y los Grateful Dead empezaban a "incorporar elementos de jazz a su música" al "experimentar con la improvisación libre". Algunos grupos de rock como Soft Machine, Colosseum, Caravan, Nucleus, Chicago, Spirit y Frank Zappa) empezaron a mezclar ritmos e instrumentos.

### Cine

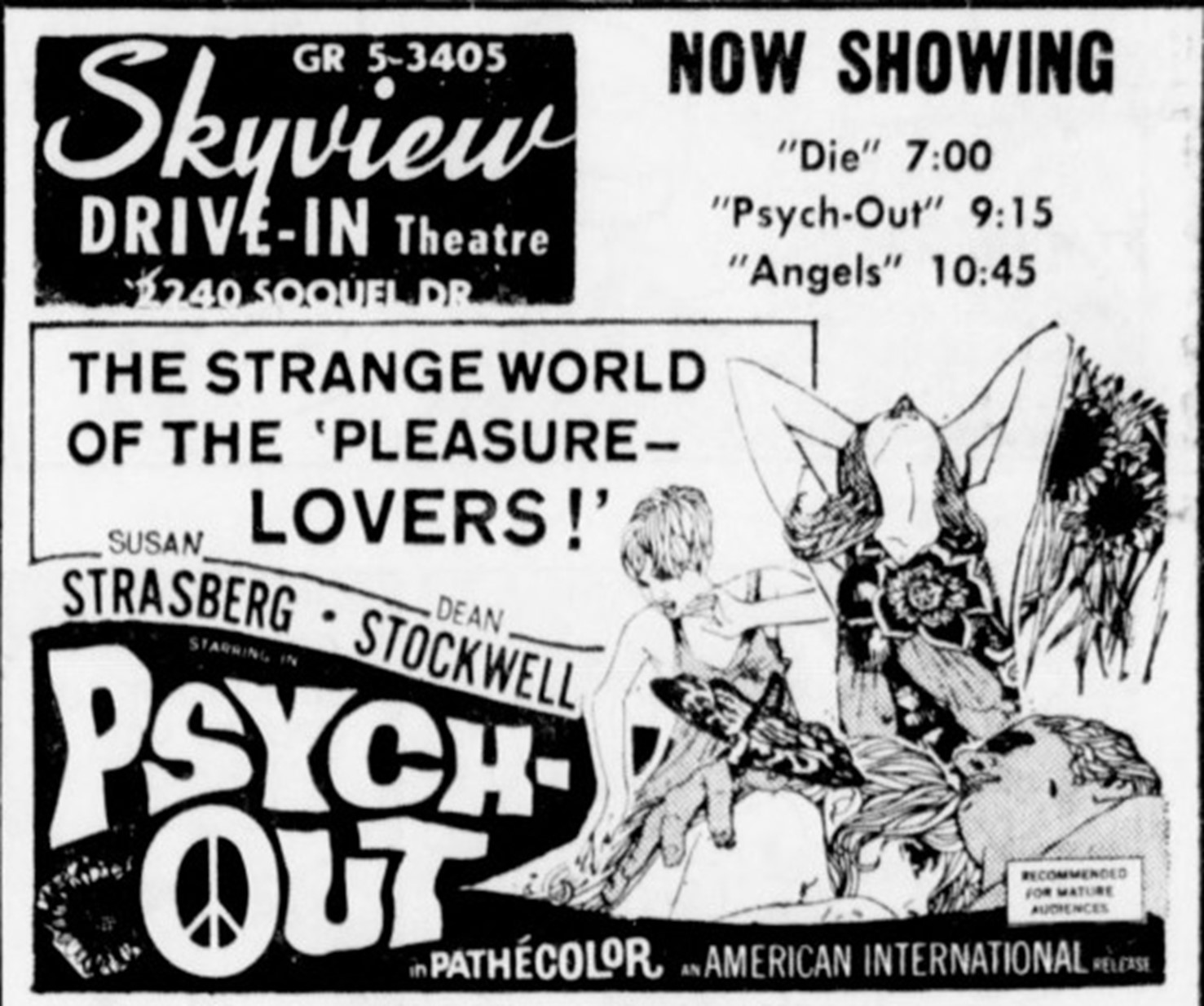
Póster del cine de explotación hippe Psych-Out

La contracultura no solo se vio afectada por el cine, sino que fue un instrumento que dio contenido relevante y nuevo talento a la industria. Bonnie y Clyde fue aceptada por los jóvenes ya que "la alienación de la juventud de lo sesenta se comparaba con la imagen del director de los años treinta". Las películas del momento también se enfocaban en los cambios que ocurrían en el mundo. Un signo de esto era la visibilidad de la subcultura hippie en los medios populares y clandestinos. El cine hippie es el cine de explotación de los sesenta, acerca de la contracultura hippie con situaciones estereotipadas asociadas con el movimiento como el consumo de marihuana y LSD, el sexo y las fiestas psicodélicas. Algunos ejemplos incluyeron The Love-ins, Psych-Out, The Trip, y Wild in the Streets. La obra musical Hair impresionó a las audiencias con desnudez frontal. La aventura en carretera de Dennis Hopper en Easy Rider (1969) fue aceptada como una película que marcó la época. Medium Cool presentó la Democratic Convention de 1968 junto con los disturbios policíacos en Chicago por lo que ha la película ha sido nombrada como "una fusión del cinema de realidad y el radicalismo político". One film-studio attempt to cash in on the hippie trend was 1968's Psych-Out,
En Francia la Nouvelle vague fue un término acuñado por críticos de un grupo de realizadores franceses de finales de los 50 y 60, influenciados por el neorrealismo italiano y el cine clásico de Hollywood. A pesar de nunca organizar formalmente el movimiento, la nueva ola de directores se unieron por el rechazo del cine clásico y un espíritu de joven clasicismo icónico, convirtiéndose en un ejemplo del cine arte europeo. Muchos también involucraron en su trabajo los temas sociales y políticos importantes del momento, haciendo experimentos radicales con la edición y el estilo visual y narrativo para romper los paradigmas conservadores. El grupo Rive Gauche («Margen Izquierda») fue un contingente de realizadores asociados con la nueva ola francesa, identificado por primera vez como tal por Richard Roud. El grupo correspondiente de la margen derecha se constituye por los más famosos y exitosos directores de la nueva ola, asociados con los Cahiers du cinéma (Claude Chabrol, François Truffaut, y Jean-Luc Godard). Algunos directores de Left Bank son Chris Marker, Alain Resnais y Agnès Varda. Roud describe un distintivo "gusto por un tipo de vida bohemio y una impaciencia por la conformidad de la Margen Derecha, una gran participación en la literatura y las artes plásticas, y un consecuente interés en el cine experimental", así como una nueva identificación con la izquierda". Otras películas de la nueva ola alrededor del mundo se asociaron con el Nuevo Cine Alemán de los 60, la Nueva Ola de Checoslovaquia, el Cinema Novo de Brasil y la Nueva Ola Japonesa. Durante esta década, el término "cine arte" empezó a usarse más en los Estados Unidos que en Europa. En este país el término tenía una gran definición que incluía películas de lenguaje extranjero (no inglés), películas de autor, cine independiente, cine experimental, documentales y cortometrajes. En los sesenta el "cine de arte" se convirtió en un eufemismo para las películas provocadoras B-movies de Italia y Francia. Para los 1970, el término era usado para describir a la pornografía en filmes europeos con estructuras artísticas parecidas a la película sueca I Am Curious (Yellow). La década de los 60 fue un periodo importante para el cine arte; la presentación de varias películas importantes permitieron hacer crecer el cine europeo de arte, que trajo características de la contracultura en realizadores como Michelangelo Antonioni, Federico Fellini, Pier Paolo Pasolini, Luis Buñuel y Bernardo Bertolucci.

### Tecnología
En los inicios del mundo cibernético, los hippies vieron a los ordenadores como una herramienta de control político orwelliana, encargada de restar libertad, tanto, que la advertencia de las tarjetas perforadas de aquella época, «No doblar, perforar o mutilar» fue utilizada por los pacifistas con cierta ironía.
Sin embargo, al acercarse los años 70 la mentalidad comenzó a evolucionar hacia una concepción de la informática relacionada con la expresión individual y no con el control burocrático por el cual los estudiantes universitarios habían protestado originalmente. Timothy Leary llegó a afirmar que los ordenadores personales se habían convertido en el nuevo LSD. Tanto fue así que, como relata el libro Steve Jobs, de Walter Isaacson, muchos pioneros, incluido Jobs, se vieron inmersos en la contracultura de la década de los 60 y 70 donde los hippies y los geeks comenzaron a solaparse, pues el movimiento contracultural reunía una serie de personas interesadas a la vez por las matemáticas, la ciencia, la electrónica y el LSD, además de otras sustancias y corrientes de pensamiento como el budismo zen.
En el ensayo de 1986 "De Satori a Silicon Valley", el historiador cultural Theodore Roszak señala que la Apple Computer emerge de la contracultura de la costa oeste. Roszak dice que el desarrollo de la computadora de Apple, crea una evolución de los "dos Steves" (Steve Wozniak y Steve Jobs), de desarrolladores de Apple a hombres de negocios. Como ellos, muchos pioneros tempranos en computación y redes - después de descubrir el LSD y pasar por los campus de Berkeley, Stanford, y el MIT a finales de los sesenta y principios de los setenta - iban a emerger de esta casta social de "inadaptados sociales" para crear el mundo moderno.
El músico Bono afirmó que ellos veían las cosas de una forma distinta: «Los sistemas jerárquicos de la Costa Este de Inglaterra, Alemania o Japón no favorecían aquel tipo de pensamiento. Los años sesenta crearon una mentalidad anárquica que resulta fantástica para imaginar un mundo que todavía no existe.»
Mas antes de llegar a Silicon Valley, el año 1975 se realizó en el garaje de Gordon French la primera reunión del Homebrew Computer Club, con la filosofía de compartir ideas y experimentar libremente con la informática y las nuevas formas de expresarse a través de ella, aunque aparecieron algunos hackers poco interesados en el estudio de los cambios sociales que se podían lograr y únicamente fascinados por la tecnología.
Stewart Brand, creador de nuevas ideas, visionario, participante en Palo Alto, un estudio de los años sesenta sobre LSD, y organizador del Trips Festival, un evento musical relacionado explícitamente con las drogas psicodélicas, animó a los partícipes de la contracultura a unirse con los nuevos hackers o furoners para conseguir un objetivo común. Brand trabajó junto a Doug Engelbart para crear una presentación sobre nuevas tecnologías denominada "La madre de todas las demostraciones". «La mayor parte de nuestra generación menospreciaba los ordenadores por considerarlos la representación del control centralizado -dijo Brand. Aun así, un pequeño grupo (el cual después denominarían hackers) aceptó los ordenadores y se dispuso a transformarlos en herramientas de liberación. Aquel resultó ser el auténtico camino hacia el futuro».
Poco después, Brand amplió una tienda que tenía para crear el Catálogo de toda la Tierra, con la idea de ofrecer las herramientas necesarias para utilizar los productos del proceso que se estaba llevando a cabo y una filosofía aún poco vista, que la tecnología puede ser nuestra amiga. «Se está desarrollando un mundo de poder íntimo y personal -escribió Brand en el catálogo-, el poder del individuo para llevar a cabo su propia educación, para encontrar su propia inspiración, para forjar su propio entorno y para compartir su aventura con cualquiera que esté interesado». Este fue un libro que acompañó a Jobs incluso en la universidad y en la etapa de creaciones revolucionarias y visión comercial que lo llevaron a ser uno de los máximos exponentes del éxito del sistema actual.

### Religión, espiritismo y ocultismo
Muchos hippies rechazaron la religión organizada popular en favor de experiencias espirituales más personales, usualmente tomando creencias indígenas y folclóricas, pero si aceptaban una fe tradicional probablemente sería budismo, unitarismo universalista, hinduismo o restauracionismo cristiano. Algunos hippies también se unieron al neopaganismo, especialmente a la Wicca.
En el libro de 1991, Hippies and American Values, Timothy Miller describe el ethos hippie como un "movimiento religioso" cuyas meta era trascender las limitaciones de las instituciones religiosas tradicionales. "Como muchas religiones alternativas, los hippies eran grandemente hostiles con las instituciones religiosas de la cultura dominante, e intentaban encontrar nuevas y más adecuadas formas de cumplir con tareas que las religiones dominantes no tomaban en cuenta." En su trabajo contemporáneo seminal, The Hippie Trip, Lewis Yablonsky hace referencia a aquellos que eran los más respetados en los estatus hippie que eran líderes espirituales, llamados grandes "padres" que surgieron en esa época.
Uno de estos "grandes padres" hippies era el profesor de la Universidad Estatal de San Francisco, Stephen Gaskin. Empezando en 1966, la "Monday Night Class" de Gaskin finalmente superó la capacidad del salón y atrajo a 1500 seguidores hippies para discutir valores espirituales, tomados del cristianismo, budismo e hinduismo. En 1970 Gaskin fundó una comunidad llamada The Farm en Tennessee, EE. UU., y registró la religión como "Hippie.".

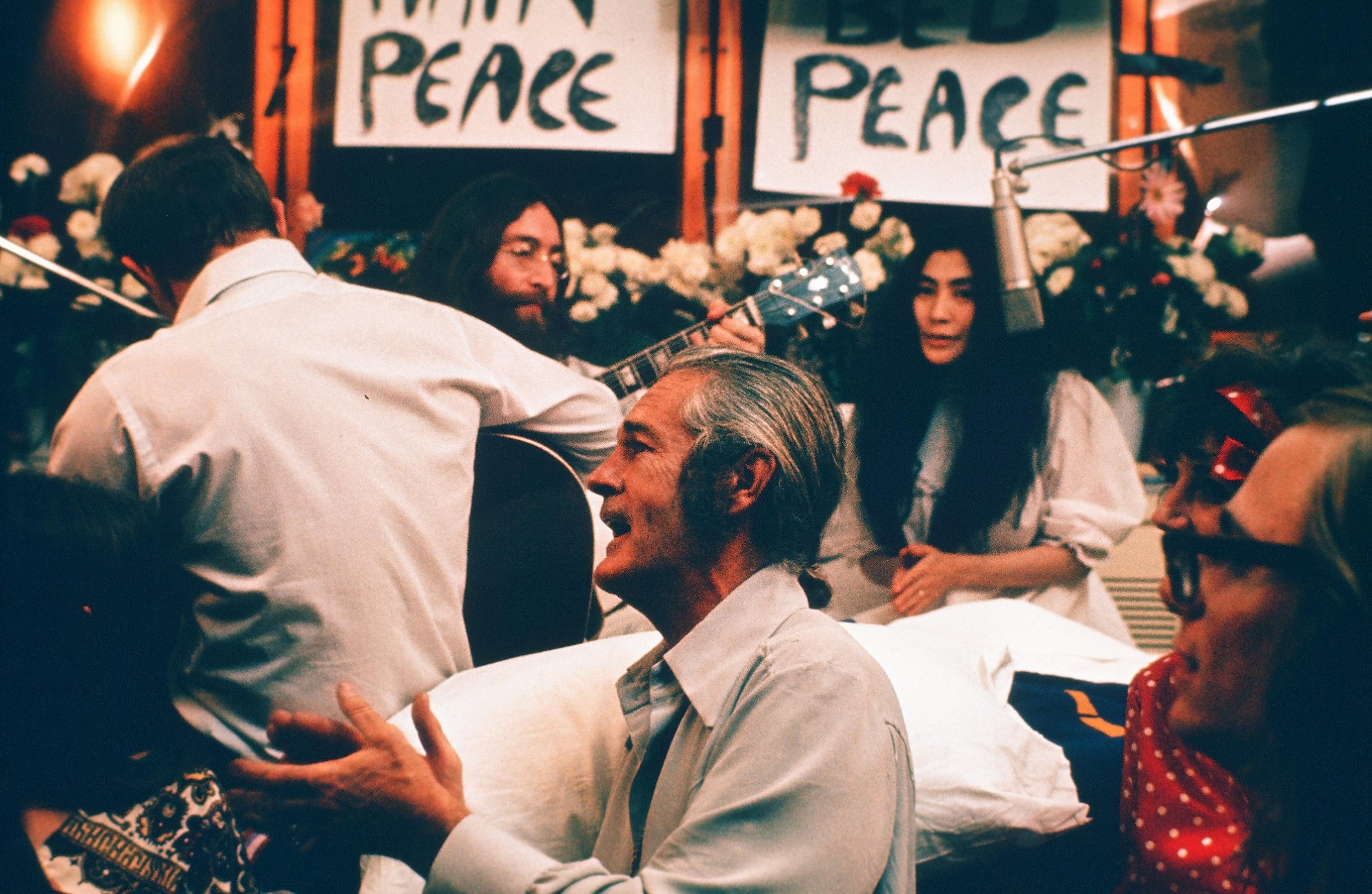
Grabación de "Give Peace a Chance". De izquierda a derecha: Rosemary Leary, Tommy Smothers, John Lennon, Timothy Leary, Yoko Ono, Judy Marcioni y Paul Williams, 1 de junio de 1969.

Timothy Leary era un psicólogo y escritor estadounidense, conocido por apoyar el uso de drogas psicoactivas. El 19 de septiembre de 1966, Leary fundó la Liga por el Descubrimiento espiritual, una religión declarando al LSD como un sacramento sagrado, en un intento sin éxito de mantener su estatus legal basado en un argumento por la "libertad de religión". La Experiencia psicodélica se inspiró en la canción "Tomorrow Never Knows" escrita por John Lennon en el álbum Revolver  de los Beatles. Publicó un panfleto en 1967 llamado "Comienza tu propia religión" y fue invitado en enero de 1967 a Human Be-In, una reunión de 30 000 hippies en el Golden Gate Park en San Francisco para dar una charla. Allí creó la frase "Turn on, tune in, drop out".
El Principia Discordia fue el texto fundador del Discordianismo, escrito po Greg Hill, (Malaclypse the Younger) y Kerry Wendell Thornley (Lord Omar Khayyam Ravenhurst). Fue originalmente publicado bajo el título "Principia Discordia or How The West Was Lost" en una edición limitada de cinco copias en 1965. El título, literalmente "Principio Discordantes", fue usado para mantener la tendencia del Latín como lengua preferida para los arreglos gramaticales.
El mago inglés Aleister Crowley se convirtió en un icono para los nuevos movimientos espirituales alternativos, así como para los músicos de rock. Los Beatles lo incluyeron como una de las figuras en la portada del álbum de 1967, Sgt. Pepper's Lonely Hearts Club Band, mientras que Jimmy Page, el guitarrista y cofundador de la banda Led Zeppelin se fascinó por Crowley, obteniendo ropa, manuscritos y objetos de rituales, durante una subasta en los setenta en Boleskine House, que también aparece en la película de la banda The Song Remains the Same. En el reverso del álbum de los Doors, 13, Jim Morrison y otros integrantes de la banda posan con Aleister Crowley. Timothy Leary abiertamente nombró a Crowley como inspiración.

## Críticas y legado

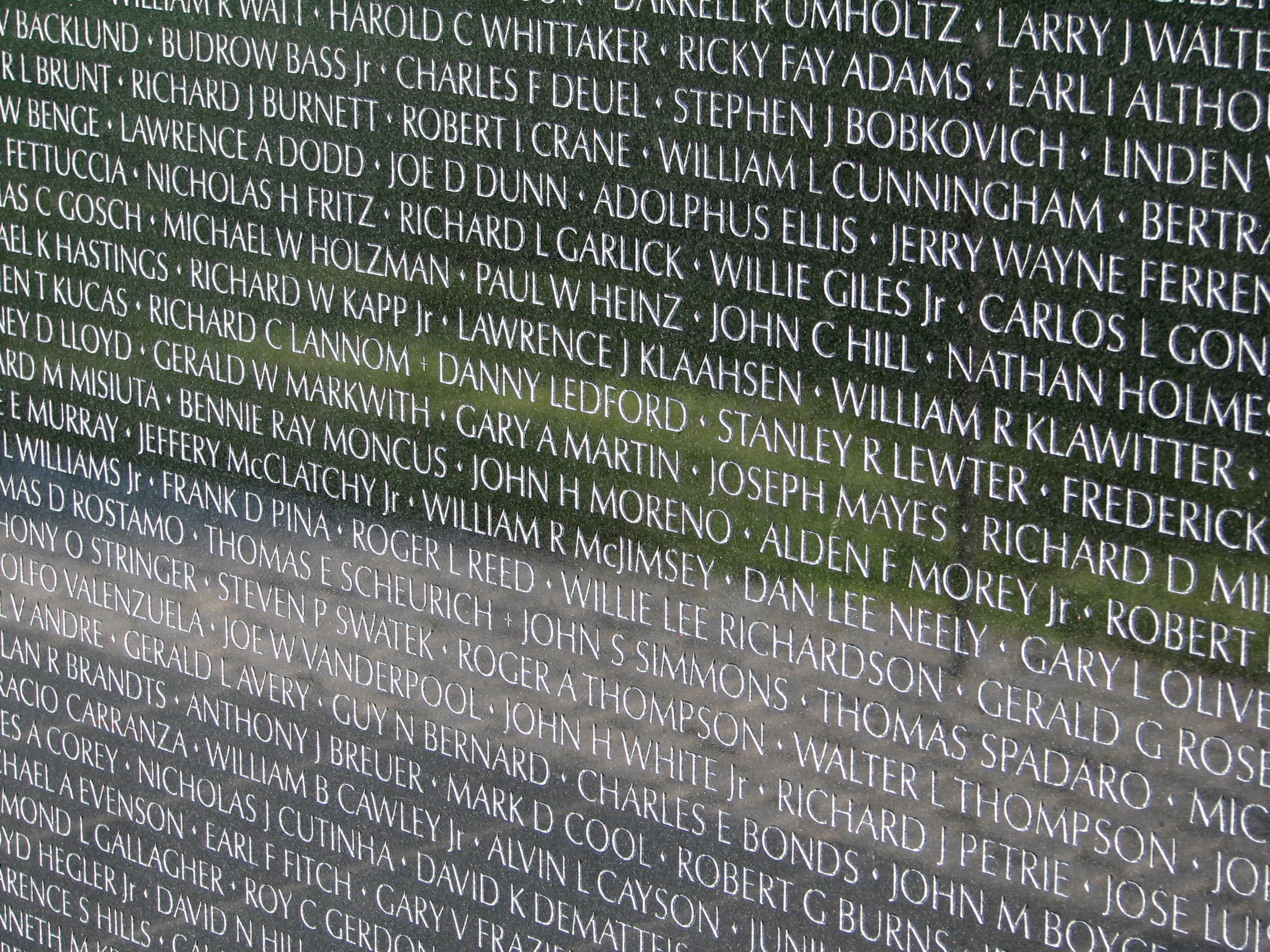
Segmento de "Wall", monumento que lista los nombres de 60 000 estadounidenses muertos en la guerra.

El impacto duradero, incluyendo las consecuencias inintencionadas, la producción creativa y el legado general de la época de la contracultura continúa siendo discutido, debatido, menospreciado y celebrado activamente.
Incluso la noción de cuándo la contracultura incorporó a la Generación Beat, cuándo dio lugar a la siguiente generación, y lo que pasó entre una y otra aún se debate. Según el autor underground y contracultural Barry Miles, "Me parecía que la década de los 70 fue cuando la mayoría de cosas que la gente atribuyó a la década de los 60 pasó de verdad: fue una era de extremos, la gente consumía más drogas, tenía el cabello más largo, ropas más extrañas, más sexo, protestaban más violentamente y también se encontraba con más oposición por parte del sistema. Fue una época de sexo, drogas y rock'n'roll, como dijo Ian Drury. La explosión contracultural de la década de 1960 solo involucró a unos cuantos miles de personas en el Reino Unido y tal vez diez veces esta cantidad en Estados Unidos, en gran parte por la oposición a la Guerra de Vietnam, mientras que las ideas de los setenta se han esparcido alrededor del mundo".
Una unidad de enseñanza de la Universidad de Columbia comparte sus notas acerca de la contracultura: "Aunque los historiadores no están de acuerdo con la influencia de la contracultura en la política y sociedad estadounidense, la mayoría describen a la contracultura con términos similares. Virtualmente todos los autores por ejemplo en la derecha Robert Bork en Slouching Toward Gomorrah: Modern Liberalism and American Decline (New York: Regan Books,1996) y, en la izquierda, Todd Gitlin en The Sixties: Years of Hope, Days of Rage (New York: Bantam Books, 1987)— caracterizan a la contracultura como autoindulgente, infantil, irracional, narcisista, e incluso peligrosa.[cita requerida] Aun así, muchos historiadores liberales e izquierdistas encuentran elementos constructivos, mientras que aquellos en la derecha no lo suelen hacer."

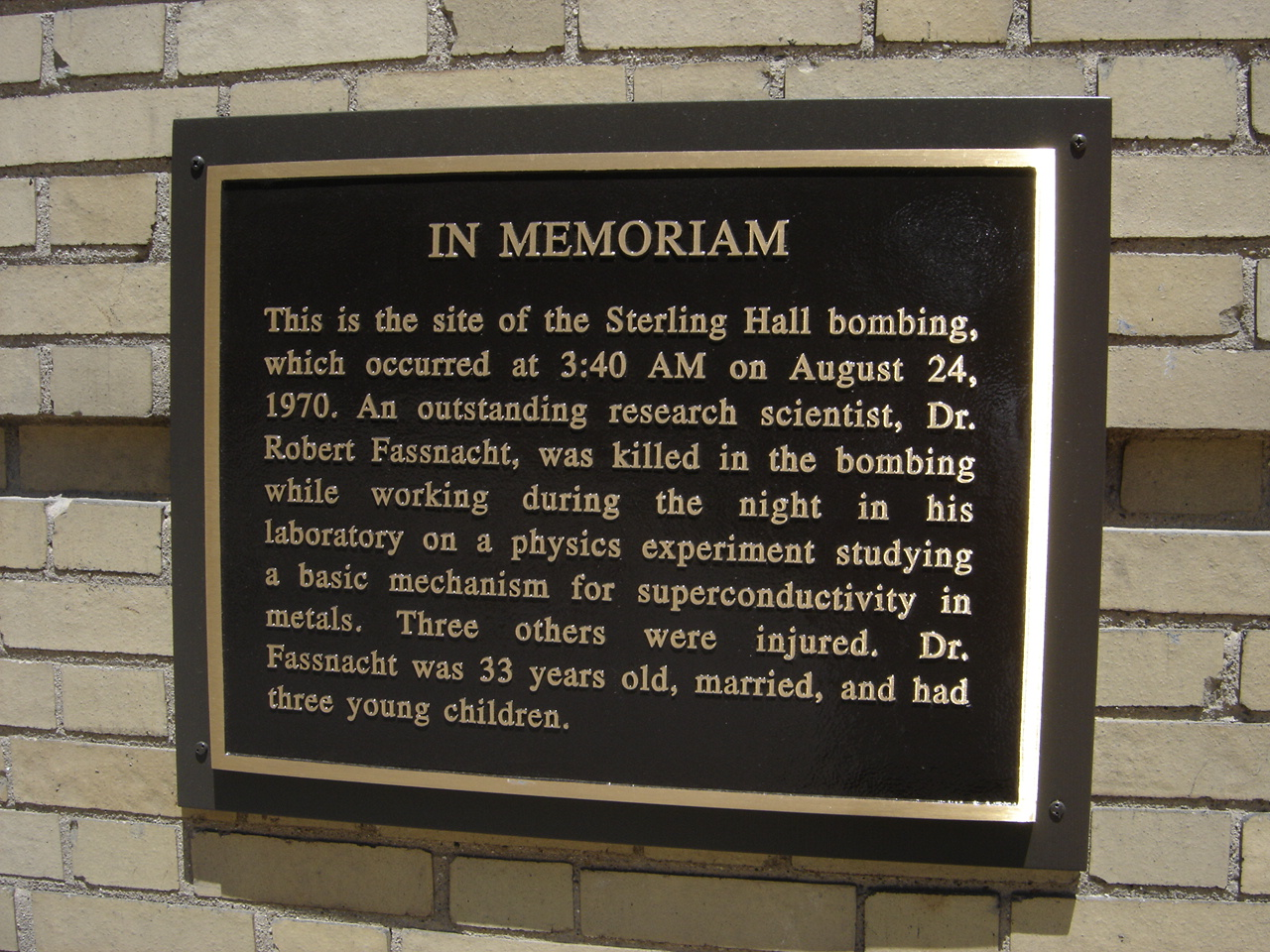
Placa honrando a las víctimas de agosto de 1970 en las explosiones de la Universidad de Wisconsin, Madison.

La leyenda de la pantalla grande John Wayne igualó aspectos de los programas sociales en esta década con el nacimiento del estado del bienestar, "… Yo sé todo sobre este. A finales de los años veinte, cuando era un estudiante de segundo año en la USC, era un socialista - pero ya no lo era cuando me fui. [cita requerida]El estudiante universitario promedio desea idealmente que todos tengan helado para cada comida. Pero a medida que crece y empieza a pensar más en sus responsabilidades y en las de los otros hombres, él se da cuenta de que no puede funcionar de esta manera - que algunas personas no intentan ayudar... Creo en los beneficios sociales - un programa de beneficios sociales. No creo que una persona deba ser capaz de sentarse sin hacer nada y recibir este beneficio. Me gustaría saber porque los idiotas bien educados siguen perdonando a las personas holgazanas y llenas de quejas que piensan que el mundo les debe algo en su vida. Me gustaría saber porqué hacer excusas para cobardes que escupen en la cara de la policía y después corren detrás de las historias lamentables del sistema judicial. No puedo entender porque estas personas que cargan carteles para salvar la vida de un criminal no piensan en la víctimas inocentes."
El presidente n.º 40 Ronald Reagan, que anteriormente fue gobernador conservador de California, comentó sobre un grupo de manifestantes con carteles: "El último montón de piquetes llevaban rótulos que decían 'Haz el amor, no la guerra'. El único problema es que no parecían capaces de hacer ninguna de las dos cosas".
La "brecha generacional" entre los jóvenes ricos y sus padres marcados por la pobreza fue un componente crítico en la cultura de los sesenta.[cita requerida] En una entrevista con la periodista Gloria Steinem durante la campaña presidencial en Estados Unidos en 1968, la futura primera dama Pat Nixon expuso el abismo generacional al mundo entre Steinem, 20 años menor, y ella misma después de que Steinen preguntó a la Sra. Nixon acerca de su juventud, sus modelos a seguir y su estilo de vida. Una penosa niña de la Gran Depresión, Pat Nixon le dijo a Steinem, "Yo nunca tuve el tiempo de pensar en cosas como esas, quién quería ser, o a quién admiraba, o tener ideas. Yo nunca tuve tiempo de soñar ser otra persona. Tenía que trabajar. No me he sentado y pensado en mi misma o mis ideas o lo que quería hacer... he seguido trabajando. No tengo tiempo para preocuparme acerca de quién admirar o con quién identificarme. No soy para nada como tú... todas esas personas que lo tuvieron fácil".
En términos económicos, se ha sostenido que la contracultura solo supuso en realidad crear nuevos segmentos de mercado para un grupo "a la moda".
Incluso antes de que el movimiento de la contracultura llegara a la cúspide de su influencia, el concepto de adopción de políticas socialmente responsables por corporaciones del sistema fue discutido por el economista Milton Friedman (1962), "Pocas tendencias podrían minar tan profundamente los mismos cimientos de nuestra sociedad libre como la aceptación por parte de los oficiales corporativos de una responsabilidad social otra que generar el máximo beneficio posible para los accionistas. Esta es una doctrina fundamentalmente subversiva. Si los empresarios tienen una responsabilidad social distinta que generar el máximo beneficio posible para los accionistas, ¿cómo podrán saber ellos qué es? ¿Pueden los individuos privados autoseleccionados decidir lo que es el interés social?"
En el Reino Unido, el comentador Peter Hitchens identifica a la contracultura como uno de los factores contribuyentes a los que ve como un malestar general en la política británica.
En 2003, el autor y anterior activista por la libertad de expresión, Greil Marcus fue citado, "Lo que pasó hace cuatro décadas en la historia. No es solo un incidente breve en la historia de las tendencias. Quién quiera que se presente a las marchas en contra de la Guerra con Irak, siempre sucede con un recuerdo de la eficacia y la felicidad y la gratificación de protestas similares que tomaron lugar años antes... No importa que ya no haya contracultura, porque la contracultura del pasado le da a las personas un sentido y los hace pensar que su diferenciación importa."
Cuando se le preguntó acerca de las perspectivas del movimiento contracultural en la transición a la era digital, el antiguo letrista de Grateful Dead, el autodenominado "ciberlibertario" John Perry Barlow dijo, "Yo comencé como un adolescente beatnik y después me convertí a hippie y después al cyberpunk. Y ahora sigo siendo miembro de la contracultura, pero no sé cómo llamarla. Y me he inclinado a pensar que esto era algo bueno, pero que una vez que la contracultura en Estados Unidos tenga un nombre los medios pueden tomarla, y la industria publicitaria puede convertirla en un truco de publicidad. Pero sabes, ahora mismo no estoy seguro que sea algo bueno, porque no tenemos una bandera que enseñar. Sin un nombre no puede haber un movimiento coherente."
La defensora de la libertad de expresión y la antropología social, Jentri Anders observó un número de libertades que eran encontradas dentro la comunidad contracultural en la que vivió y estudió: "la libertad de explorar nuestro propio potencial, la libertad de crearse a sí mismo, la libertad de la expresión personal, la libertad de los horarios, la libertad de los roles estrictamente definidos y de los estatus de jerarquía..." Adicionalmente, Anders creyó que algunas personas dentro de la contracultura deseaban modificar la educación de los niños para que ya no desalentara, y en su lugar alentara a "un sentido estético, amor por la naturaleza, pasión por la música, deseo de reflexión, o de un independencia marcada."
En 2007, la antigua Merry Prankster Carolyn "Mountain Girl" García comentó, "Veo los restos del movimiento en todas partes. Es como las nueces en los helados de Ben and Jerry's: está tan mezclado que de alguna manera lo esperamos. Lo bueno es que la excentricidad ya no resulta tan extraña. Hemos adoptado la diversidad de muchas maneras en este país. Creo que nos ha servido de muchísimo."

## Figuras clave
Las siguientes personas son conocidas por su participación en la contracultura en los sesenta. Algunas figuras claves incidentales o contextuales, como figuras de la Beat Generation también participaron directamente en la época de contracultura que le siguió. La principal área(s) notable de cada figura están indicadas, por las páginas de Wikipedia de estas figuras. Aunque muchas de las personas listadas son conocidas por su activismo por los derechos civiles, algunas figuras que fueron más prominentes en el área de los derechos civiles se listan después.
- Muhammad Ali (atleta)
- Saul Alinsky (autor, activista)
- Bill Ayers (activista, profesor)
- Joan Báez (músico, activista)
- Sonny Barger (Hell's Angel)
- Walter Bowart (publicación de periódico)
- Stewart Brand (ambientalista, autor)
- Lenny Bruce (comediante, crítico social)
- William S. Burroughs (autor)
- George Carlin (comediante, crítico social)
- Rachel Carson (autor, ambientalista)
- Neal Cassady (Bromista, inspiración literaria)
- Cheech & Chong (comediantes, críticos sociales)
- Peter Coyote (Digger, actor)
- David Crosby (músico)
- Robert Crumb (artista de cómics underground)
- David Dellinger (pacifista, activista)
- Angela Davis (comunista, activista)
- Rennie Davis (activista, organizador de comunidades)
- Emile de Antonio (realizador de cine documental)
- Bernardine Dohrn (activista)
- Bob Dylan (músico)
- Daniel Ellsberg (delator)
- Bob Fass (afitrió de radio)
- Betty Friedan (feminista, autor)
- Jane Fonda (actriz, activista)
- Peter Fonda (actor, activista)
- Jerry García (músico)
- Stephen Gaskin (autor, activista, hippie)
- Allen Ginsberg (poeta beat, activista)
- Dick Gregory (comediante, crítico social, autor, activista)
- Paul Goodman (novelista, guionista, poeta)
- Wavy Gravy (hippie, activista)
- Bill Graham (promotor de conciertos)
- Che Guevara (guerrilla marxista, símbolo revolucionario)
- Hugh Hefner (editor)
- Alan Haber (activista)
- Tom Hayden (activista, político)
- Abbie Hoffman (Yippie, autor)
- Dennis Hopper (actor, director)
- Jack Kerouac (autor, crítico temprano de la contracultura)
- Ken Kesey (autor, Merry Prankster)
- Paul Krassner (autor)
- William Kunstler (abogado, activista)
- Timothy Leary (profesor, defensor del LSD)
- John Lennon & Yoko Ono (músicos, artistas, activistas)
- Eugene McCarthy (político antiguerra)
- Michael McClure (poeta)
- Barry Miles (autor, empresario)
- Madalyn Murray O'Hair (ateo, activista)
- Jim Morrison (músico, poeta)
- Ralph Nader (defensor del consumidor, autor)
- Graham Nash (músico, activista)
- Jack Nicholson (guionista, actor)
- Phil Ochs (cantante de protesta/topical)
- Richard Pryor (comediante, crítico social)
- Jerry Rubin (Yippie, activista)
- Mark Rudd (activista)
- Mario Savio (activista de la libertad de expresión/derechos estudiantiles)
- John Searle (profesor, defensor de la libertad de expresión)
- Pete Seeger (músico, activista)
- John Sinclair (poeta, activista)
- Gary Snyder (poeta, escritor, ambientalista)
- Smothers Brothers (músicos, artistas de la TV, activistas)
- Owsley Stanley (químico de la cultura de las drogas)
- Gloria Steinem (feminista, editora)
- Hunter S. Thompson (periodista, autor)
- Kurt Vonnegut (autor, pacifista, humanista)
- Andy Warhol (artista)
- Leonard Weinglass (abogado)
- Alan Watts (filósofo)

## Línea del tiempo: cronología de eventos y parteaguas

### Pre-1950

#### 1909
- 12 de febrero: Se funda la National Association for the Advancement of Colored People en los Estados Unidos. Su misión es la de "asegurar la igualdad de derechos políticos, educativos, sociales y económicos en todas las personas y eliminar el odio racial y la discriminación racial."[190]

#### 1919
- La metamfetamina es desarrollada por primera vez en Japón. Para 1960 el "Meth" es una droga recreativa, y la frase "La velocidad mata" se vuelve popular, incluso dentro de la contracultura de acuerdo al uso de substancias.[191][192]

#### 1920
- Como respuesta a los famosos disturbios en Palmer, se funda la Unión por la Libertades Civiles Americanas (ACLU).[193]

#### 1938
- El Dr. Albert Hofmann identifica, sintetiza, y prueba el LSD en su laboratorio Sandoz en Basel, Switzerland.[194]

#### 1942
- Marzo: Se funda el Congreso por la Igualdad Racial (CORE)en Chicago.[195]

#### 1944
- Harry Gibson acuña y populariza el término "hipster" para el grupo "hip" de Harlem, New York.[196]

#### 1945
- 16 de julio: La primera bomba atómica es detonada con éxito por científicos civiles e ingenieros bajo la dirección del ejército estadounidense cerca de Alamagordo, Nuevo México.[197][198][199]
- 6 y 9 de agosto: Los Estados Unidos lanzan una bomba atómica en Hiroshima.[200][201] La Segunda Guerra Mundial en el Pacífico termina poco después, y gran parte del mundo se ve dividido entre el Bloque este y el Bloque oeste, formando el terreno para la Guerra Fría y la eventual carrera por las armas nucleares por los EE. UU., la URSS, y sus respectivos aliados.[202][203]

#### 1946
- Levittown: Un modelo de deseo posguerra por una vida suburbana tranquila, y un letrero para el rompimiento de la familia urbana unida (donde muchas generaciones vivían en ciudades bajo el mismo techo), la primera subdivisión de casas producida en mesa nace en una anterior granja de papas en Nueva York. Miles de nuevas casas son primero rentadas (y después vendidas) virtualmente en el transcurso de una sola noche, y esta tendencia pronto se vuelve nacional. En los Estados Unidos las mudanzas masivas de ciudades a suburbios y el baby boom están en progreso.[204][205][206]

#### 1947
- Escritores, directores y actores de Hollywood sospechosos de tener alianzas con el comunismo se convierten en los integrantes de la "lista negra de Hollywood".[207][208]
- 8 de abril: El Instituto Kinsey de Investigación del Sexo, Género y Reproducción establece en la Universidad de Indiana. Libros revolucionarios acerca de la sexualidad masculina y femenina se crean en 1948 y 1953.[209]
- 18 de septiembre: Las organizaciones de defensa e inteligencia estadounidense se reorganizan. La fuerza aérea de los Estados Unidos (USAF) y la CIA son creadas, y gran parte de la actividad gubernamental federada de los Estados Unidos es envuelta en secretos.[210][211][212][213]

#### 1948
- Jack Kerouac usa por primera vez el término Beat Generation para referirse a la cultura intelectual que finalmente daría lugar a la contracultura.[214][215]
- Shelley v. Kraemer: La imposición de los estados de restricciones para la transferencia de terrenos para personas no-caucásicas es vista como inconstitucional por la Suprema Corte de los Estados Unidos, permitiendo que personas de las comunidades negra y judía pudiesen comprar viviendas en barrios previamente segregados.[216][217]

#### 1949
- Enero: Transporte barato para una nueva generación, el primer Volkswagen Beetle llega a los Estados Unidos. Para 1970, más de 4 millones de estadounidenses manejan, cuando las ventas estadounidenses superan los 570 000. El "Bug" y el VW "Bus", son introducidos en 1950, y se asociaron con las eras hippies y de contracultura.[218][219][220]
- 29 de agosto: La Unión Soviética detona la primera bomba atómica con ayuda de los espías atómicos de los Estados Unidos, el Reino Unido y Canadá. La Guerra Fría comienza en serio.[221]
- 1 de octubre: China Comunista: Después de una larga y sangrienta guerra civil, el jefe de partido Mao Zedong proclama el establecimiento de la República Popular China. Mao gobierna a China hasta su muerte en 1976.[222][223]

### Década de 1950

#### 1950
- 25 de junio: Las fuerzas comunistas de Corea del Norte invaden a la república democrática de Corea de Sur con ayuda de China Comunista y la Unión Soviética. Los Estados Unidos, el Reino Unido, y los estados libres de la Naciones Unidas responden y logran detener la incursión. En 1953 el conflicto termina donde empezó con cada uno en un lado del paralelo 38, y con Estados Unidos aún alerta en el presente. El Reino Unido cuenta a más de 1100 muertos por la guerra, los Estados Unidos más de 36 000.[224][225]
- 3 de septiembre: Los primeros consejeros militares de Estados Unidos llegan al sur de Vietnam.[226]

#### 1951
- The True Believer: "El filósofo-estribador" Eric Hoffer publica Thoughts on the Nature of Mass Movements.[227][228]

#### 1952
- Agosto: Mad Magazine debuta como un libro de cómics antes de cambiar a una revista con formato estándar en 1955.[229][230]
- La National Security Agency es establecida, llevando a todas la comunicación civiles y de inteligencia técnica de los Estados Unidos bajo un solo techo. Con el propósito de ser un arma en contra de los enemigos extranjeros, el uso posterior de los recursos de la agencia por burócratas y políticos en contra de los autóctonos, la contracultura radical antiguerra se rebela y es debatido en el congreso en los setenta.[231][232]

#### 1953
- 13 de abril: El proyecto Operación MK Ultra, un programa de investigación por parte de la CIA acerca del control mental, incluyendo prueba con LSD en voluntarios y sujetos inesperados, comienza.[233]
- 19 de junio: Julius & Ethel Rosenberg son ejecutados en la prisión Sing Sing en Nueva York, después de ser condenados por cargos de espionaje por su role en el círculo de espías comunistas que le dio a la Unión Soviética la bomba atómica que inició la carrera por la armas nucleares.[234][235][236]
- 15-19 de agosto: el primer ministro elegido democráticamente en Irán es derrocado por operativos de inteligencia de Estados Unidos y el Reino Unido. El Shah de Irán es reinstalado como el monarca absoluto. El éxito de la operación inicia un patrón de golpes de estados fomentados por la CIA y asesinatos en la lucha global en contra de la expansión política, económica y militar de la URSS, terminando en el fiasco de la participación militar estadounidense en Vietnam.[237]
- Diciembre: Marilyn Monroe como chica de revista: La primera publicación de la revista Playboy aparece. El editor Hugh Hefner se convierte en un participante temprano para la siguiente revolución sexual.[238][239]

#### 1954
- 6 de abril: En el piso del senado estadounidense, el senador John F. Kennedy proclama que "poner dinero, material, y hombre en las junglas de Indochina sin el más remoto prospecto de una victoria sería peligrosamente fútil y autodestructivo."[240]
- 27 de abril: Los acuerdos de Ginebra le dan la independencia a la Indochina francesa, estableciendo a Vietnam como una nación independiente y unificada solo por su nombre. Los Estados Unidos no firman este tratado. Francia está oficialmente fuera del Sureste Asiático, dejando personas y una gran guerra civil detrás.[241]
- 17 de mayo: La suprema corte de los Estados Unidos dicta por unanimidad que la segregación racial en las escuelas públicas es inconstitucional. La doctrina de "separados pero guales" como un pretexto legal y moral para segregación ya no es impuesta por los gobiernos, y la verdadera integración racial comienza en las escuelas estadounidenses.[242][243]

#### 1955
- Febrero: la Organización del Tratado del Sudeste Asiático (SEATO) es formalmente activada, obligando a una intervención estadounidense como parte de un colectivo de acción en caso de una conflagración militar en la región. Sin embargo el acuerdo sin firma de la obligación del SEATO, solo es evocado como un justificación para la participación en Vietnam del presidente Johnson después de que las escaladas hostiles fueron poco exitosas.[244]
- 9 de julio: La versión de Bill Haley de "Rock Around the Clock" comienza una estancia de ocho semanas en el número 1 de Billboard. TLa era del Rock & Roll comienza.[245]
- 28 de agosto: Emmett Till: Un joven negro es brutalmente asesinado en Misisipi después de coquetear supuestamente con una mujer blanca. El incidente se convierte en un punto de cambio en el creciente movimiento por los derechos civiles, después de que la madre de Till permite que el cuerpo mutilado del joven fuera vista, y después de que dos hombre blancos (que después confiesan ser los homicidas) son adjudicados por el jurado completamente blanco y masculino.[246]
- 26 de octubre: Village Voice: Uno de los primeros y más duraderos medios de información alternativos es lanzado por Ed Fancher, Dan Wolf, John Wilcock y Norman Mailer en la ciudad de Nueva York.[247]
- 1 de diciembre: La activista Rosa Parks se rehúsa a ceder su lugar en un autobús público en Montgomery, Alabama, y es arrestada. La ACLU toma y gana su caso.[248]

#### 1956
- 21 de abril: "Heartbreak Hotel", el primer éxito de Elvis Presley, se mantiene en lo alto de las carteleras mientras Elvis crea un pandemonio adolescente en los hogares del mundo occidental.[249]
- Agosto: El programa de contrainteligencia doméstico del FBI COINTELPRO comienza. Los esfuerzos de vigilancia son inicialmente dirigidos en contra de las actividades comunistas de los Estados Unidos, pero pronto crece para incluir a las invasiones ilegales a la privacidad, amenazando a los derechos civiles y a los activistas en contra de la guerra.[250][251]

#### 1957
- El psiquiatra inglés Humphry Osmond acuña la palabra "psicodélico" de las palabras griegas psyche ("mente") y delos ("manifestación"), intencionado como una alternativa a "alucinógeno" para referirse al LSD.[252]
- Masters y Johnson inician una investigación científica de la respuesta sexual humana en el Departamento de obstetricia y ginecología en la Washington University en San Luis.
- 10 de enero: El Consejo Sureño de Liderazgo Cristiano (SCLC) es formado en Atlanta, Georgia.[253]
- 5 de septiembre : On The Road: Después de años de trabajo, una versión algo censurada de la novela trascendental de Jack Kerouac acerca de la generación Beat es publicada.[254][255]
- 23 de septiembre: El presidente Eisenhower firma una orden ejecutiva para enviar a las tropas federales a mantener la paz y el orden durante de la preparatoria Central High in Little Rock, Arizona.[256]
- 4 de octubre: El mundo occidental es sorprendido y temeroso del lanzamiento de la URSS de Sputnik 1, el primer satélite artificial, al espacio.[257][258]
- 15 de noviembre: Albert Schweitzer, Coretta Scott King, y Benjamin Spock publican un anuncio en el The New York Times llamando al fin de la carrera por la armas nucleares. SANE es formada posteriormente.[259]

#### 1958
- 17 de febrero: La Campaña para el Desarme Nuclear es inaugurada en Londres, introduciendo el "Símbolo de paz" con las letras CnD.[260]
- 24 de marzo: Elvis Presley, el más grande artista grabado en el mundo, es reclutado por el ejército estadounidense. Presley sirve por dos años.[261]
- 2 de abril: Herb Caen de la San Francisco Chronicle acuña el término beatnik para referirse a los aficionados de la Beat Generation.[262]
- 4-7 de abril: Miles de manifestantes en la primera gran marcha de Aldermaston en Pascua, organizada por el Comité de Acción Directa en Contra de la Guerra Nuclear y apoyada por la CnD.[263][264]
- SANE tiene 25 000 miembros en 130 lugares.[265]
- El partido política de la nueva izquierda, SLATE es formado en la Universidad de California, Berkeley.[266][267]
- Dwight D. Eisenhower es el primer presidente de los Estados Unidos que pide a un sesión conjunta del congreso aprobar la grandemente debatida Enmienda de los Derechos Civiles.[268]
- El trabajo influyente del economista de Harvard John Kenneth Galbraith, publica The Affluent Society.[269]

#### 1959
- 1 de enero: Las fuerzas revolucionarias dirigidas por Fidel Castro derrocan al gobierno Batista corrupto en Cuba. 50 años de gobierno por este hombre, futuro aliado soviético lo siguen, hasta que Castro cede el poder a su hermano.[270][271][272]
- 3 de febrero: El día que la música murió: Los roqueros pop Buddy Holly, Ritchie Valens y The Big Bopper mueren junto con el piloto de una pequeña nave debido al mal tiempo cerca de Clear Lake, Indiana.[273]
- 16 de junio: Superman está muerto: La noticia de portada que la muerte por bala del actor George Reeves es un suicidio impacta a una generación de jóvenes que lamentan la muerte del primer gran superhéroe de los libros de cómics y la televisión.[274][275]
- 29 de septiembre: Beatnik va a la TV: The Many Loves of Dobie Gillis debuta, presentado a Bob Denver como el personaje "beat" Maynard G. Krebs.[276]
- El álbum satírico de comedia How to Speak Hip, es lanzado, instalando el lingo para una nueva generación.[277]

### Década de 1960

#### 1960
- La Liga de Estudiantes por la Democracia cambia su nombre a Estudiante por una Sociedad Democrática (SDS) y se reúnen por primera vez en Ann Arbor, MI. SDS se desasocia de la LID en 1965.[278][279]
- Una comunidad beatnik en Cornwall, Reino Unido que utiliza el cabello largo, incluyendo al joven Wizz Jones, es entrevistada por Alan Whicker en la televisión de la BBC.[280]
- Los profesores de Harvard, Timothy Leary y Richard Alpert empiezan a experimentar con alucinógenos en Cambridge, Massachusetts.[281][282]
- 1 de febrero: La primera de las sentadas en Greensboro aviva una serie de protestas en contra de la segregación en Woolworth y otras tiendas en el sur de Estados Unidos.[283]
- 26 de marzo: El gobernador Buford Ellington de Tennessee ordena la investigación del grupo de noticias de CBS por filmar la protesta sentada en Nashville.[284]
- Abril: El Comité Estudantil de No Violencia (SNCC) es organizado por Ella Baker en la Universidad Shaw.[285]
- 1 de mayo: Incidente del U-2: Un avión espía estadounidense es atacado mientras busca las instalaciones nucleares de la URSS. El piloto de la CIA es capturado y presentado ante la prensa rusa mientras la Casa Blanca enlista a la NASA en una intento para ocultar la historia, diciendo que el avión desapareció debido al mal tiempo.[19][286]
- 9 de mayo: Píldora anticonceptiva: La Administración Food & Drug Administration de Estados Unidos aprueba el uso de la primera píldora anticonceptiva. La revolución sexual inicia en los dormitorios de la parejas casadas.[287][288]
- 13 de mayo: Viernes Negro: 400 policías desplazan a una multitud estudiantil con mangueras, afuera de City Hall en San Francisco. La era de la contracultura de la protestas estudiantiles comienza.[289][290][291]
- 19 de mayo: SANE hace una carrera antiarmas en el Madison Square Garden en Nueva York. 20 000 personas participan.[292]
- 8 de noviembre: John F. Kennedy toma la presidencia, derrotando al Vicepresidente Richard M. Nixon en la elección considerada como la más cerrada en Estados Unidos desde 1916.[293][294][295] Se hizo con casi 70 millones de votos, pero el margen de victoria es de un poco más de 100 000 votos.[296]

#### 1961
- Enero: El periodista de Look Magazine George Leonard escribe acerca de la "Juventud de los Sesenta: La Generación Explosiva," y predice que la "generación callada" de los cincuenta "está agitada y lista para explotar"[297][298]
- 17 de enero: el presidente de los Estados Unidos, Eisenhower, se despide del cargo, y usa su tiempo para advertir acerca de la influencia del "complejo industrial militar".[299]
- 20 de enero: En un poderoso discurso inaugural, el presidente Kennedy pide a los ciudadanos "no preguntar que hace el país por ti - preguntar que haces tú por el país."[300][301]
- 1 de marzo: JFK firma una orden ejecutiva para la creación de los Cuerpos de paz.[302]
- 28 de marzo: JFK ordena la cancelación del programa B-70 Bomber en un importante paso atrás en la carrera de la armas nucleares.[303]
- 30 de marzo: La Convención de Drogas Narcóticas de las Naciones Unidas es firmada en Nueva York, reforzando el control de los tratados comerciales internacionales.[304]
- 12 de abril: El mundo occidental se sorprende con el triunfo de la Unión Soviética que lanza al primer humano al espacio.[305]
- 17 de abril: Una invasión conducida por la CIA intenta derrocar a Fidel Castro en bahía de los Cochinos en Cuba. Los expartidarios anti-Castro y los mercenarios de la CIA son derrotados y capturados por fuerzas cubanas. JFK, que heredó la operación planeada en la administración previa, intenta cortar las casualidades al negar apoyo aéreo para Estados Unidos.[306][307]
- 4 de mayo: Los activistas por los derechos civiles viajan en autobuses públicos y trenes a través del sur de EE. UU. para enfrentar y pelear contra la segregación personalmente.[308]
- 4 de junio: JFK se reúne con el presidente del Consejo de Ministros de la Unión Soviética Khrushchev en Viena, y reporta cero progreso en la Alemania dividida. Otra crisis se inicia en Berlín.[309][310]
- 13 de agosto: Muro de Berlín: Para detener la migración masiva del este comunista al oeste libre, la ciudad de Berlín inicia la construcción de un muro bajo la dirección soviética.[311]
- 25 de octubre: Tanques de EE. UU. y la URSS se enfrentan en Checkpoint Charlie en Berlín.[312][313]
- 1 de noviembre: 50 000 mujeres marchan en 60 ciudades en Estados Unidos para mostrarse en contra de la armas nucleares.[314][315]
- 30 de noviembre: Operaciones agresivas con el gobierno revolucionario de Fidel Castro son autorizadas por JFK.[316][317]
- 14 de diciembre: JFK firma una orden ejecutiva estableciendo la Comisión Presidencial en el Estatus de la Mujer.[318][319]

#### 1962
- 18 de enero: El ejército estadounidense empieza a usar sustancias tóxicas y cancerígenas en Vietnam. El uso de dioxina-conteniendo agente naranja se inicia en 1965.[320]
- 4 de febrero: Helicópteros estadounidenses ayudan al ejército del sur de Vietnam en la captura de Hung My.
- 26 de febrero: El Ministro de Relaciones Exteriores soviético Valerian Zorin advierte a las Naciones Unidas que los estadounidenses "se están metiendo en todas la guerras injustas y sin ventaja (en Vietnam) que los llevará a malas consecuencias."[321]
- 16 de marzo: El Secretario de Defensa de EE. UU. Robert McNamara revela que las tropas estadounidenses en Vietnam están luchando en la tierra.
- 19 de marzo: Se publica el primer álbum de Bob Dylan, titulado simplemente Bob Dylan. Alcanza el número #13 en el Reino Unido, pero no entra en el Billboard 200 en Estados Unidos.
- 31 de marzo: César Chávez empieza a organizar a los trabajadores migrantes de las granjas de California.[322]
- 15 de junio: La SDS completa el Port Huron Statement.[323]
- Julio–agosto: El movimiento de Albany de derechos civiles del Dr. King protesta contra la segregación en Albany, Georgia.
- 5 de agosto: La estrella de cine Marilyn Monroe muere de una sobredosis de barbitúricos en Los Ángeles. La muerte de Monroe provoca la explosión del uso de drogas prescritas de manera recreativa, causando miles de muertes de sobredosis de estos medicamentos durante la era de la contracultura, incluso con el uso legítimo de estas drogas blandas.[324][325]
- 12 de septiembre: JFK habla en Rice: "... nosotros escogimos ir a la Luna en esta década y hacer las otras cosas, no porque era fácil, sino porque era difícil..."[326]
- 27 de septiembre: se publica Silent Spring por Rachel Carson. El movimiento moderno por el medio ambiente se inicia.[327]
- 1 de octubre: James Meredith es el primer estudiante afroamericano en entrar a la Universidad de Misisipi.[328][329]
- 5 de octubre: "Love Me Do": se lanza el primer sencillo de The Beatles.[330]
- Octubre: La crisis de los misiles de Cuba trae al mundo al borde de una guerra nuclear después de los intentos de la URSS de lanzar misiles en Cuba, amenazando directamente a Estados Unidos.[331]
- Diciembre: El programa de misiles Skybolt de la USAF es cancelado por el presidente Kennedy.[332]
- Inspirado por el movimiento del potencial humano de Aldous Huxley, Michael Murphy y Dick Price fundan el Esalen Institute en Big Sur, California.[333]
- El manual pospíldora de Helen Gurley Brown, Sex and the Single Girl se convierte en un best-seller. El intento de Brown de censurar el libro por razones de marketing fracasa.
- The Other America: El estudio de Michael Harrington acerca de la clase pobre en Estados Unidos se publica. Al libro se le acredita inspirar la "War on Poverty" de LBJ.[334]
- Se publica Seven Days in May, una novela acerca de un golpe militar en EE. UU. Una película es lanzada en 1964 con un elenco lleno de estrellas.[335]

#### 1963
- Se publica La mystique femenina de Betty Friedan. La segunda ola del feminismo nace.[336]
- Bob Fass empieza el programa Radio Unnameable en la WBAI-FM de Nueva York, una estación después recordada como "el pulso del movimiento" Wavy Gravy.[337][338][339]
- Abril: Chandler Laughlin organiza una ceremonia peyote con la Iglesia nativa americana, un antecedente del Red Dog Experience.
- Abril–mayo: Activistas por los derechos civiles entrenados por James Bevel son atacados por la policía en Birmingham, Alabama. Eventos similares ocurren en varios lugares del sur de Estados Unidos durante la primavera y el verano.
- Mayo: La primera protesta organizada contra la Guerra de Vietnam ocurre en Inglaterra y Australia.
- 1 de mayo: Conejita clandestina: El artículo de Gloria Steinem en Playboy Club aparece en la revista Show.[336]
- 11 de junio: El monje budista Thich Quang Duc se autoinmola en Saigón. Malcolm Browne gana el Premio Pulitzer por sus fotos de magnitud histórica según JFK.
- 12 de junio: El secretario de campo del NAACP, Medgar Evers es asesinado.[340]
- 17 de junio: La Corte Suprema de los Estados Unidos declara la lectura de la Biblia obligatoria como inconstitucional.
- 26-28 de julio: El Newport Folk Festival presenta a Bob Dylan, y otros varios cantantes de protesta como Pete Seeger, Joan Báez, y Phil Ochs.
- 28 de agosto: Martin Luther King, Jr. da el discurso "I Have a Dream" ante 200 000 personas en Washington D. C. durante la March on Washington for Jobs and Freedom.[341]
- 24 de septiembre: El Senado de los Estados Unidos ratifica el Tratado de pruebas parciales firmado por EE. UU. y la URSS, poniendo fin a las pruebas nucleares bajo agua, en la atmósfera y en el espacio.[342]
- 26 de septiembre: El Senado estadounidense debate un reporte de que la música folk está siendo infiltrada por el comunismo. Dos senadores hablan y concluyen que son solo "americanos".[343]
- 27 de octubre: 225 000 estudiantes en Chicago boicotean las clases al participar en protestas contra la segregación.
- 2 de noviembre: El presidente de Vietnam del Sur Ngo Dinh Diem es asesinado en Saigón.
- 22 de noviembre: El presidente John F. Kennedy de los Estados Unidos, es asesinado en Dallas, Tejas. El Vicepresidente Lyndon B. Johnson hace el juramente como el 36° Presidente.[344]
- 24 de noviembre: El sospechoso del asesinato de JFK Lee Harvey Oswald es matado por Jack Ruby bajo la poca seguridad en la policía de Dallas, permitiendo la creación de teorías conspirativas acerca del asesinato de Kennedy y la verdad de los descubrimientos del gobierno.[345]

#### 1964
- Enero: La versión de los The Holy Modal Rounders de "Hesitation Blues" marca la primera referencia del término psicodélico en la música.[346]
- 8 de enero: Se declara la "Guerra contra la probreza".[347][348]
- 23 de enero: La Vigesimacuarta Enmienda se ratifica: El Congreso de los Estados Unidos y los estados no pueden condicionar el derecho al voto en elecciones federales.
- 27 de enero: El Secretario de Defensa Robert McNamara dice que hay 15 000 tropas estadounidenses en Vietnam del Sur, y la mayoría se retirarán para finales de 1965.
- 1 de febrero: "I Want to Hold Your Hand:" Los Beatles logran su primer éxito #1 en Billboard con siete semanas en la cima. Beatlemania se esparce en los Estados Unidos, y la British Invasion de música de Reino Unido inicia.
- 7-22 de febrero: Los Beatles hacen su primera visita a la Estados Unidos y aparecen en el The Ed Sullivan Show. La transmisión del 9 de febrero es vista por más de 73 millones, la audiencia televisiva más grande hasta la fecha en Estados Unidos.[349]
- 21-24 de febrero: Estudiantes en la Universidad de Maryland Costa Este protestan y se enfrentan con la policía.
- 25-26 de febrero: Decenas de miles de estudiantes en Boston y Chicago dejan sus clases para protestar contra la segregación.
- 16 de marzo: el 25 % de los estudiantes de la ciudad de Nueva York protestan contra la segregación.
- 4 de abril: Los sencillos de los Beatles ocupan los primeros cinco puestos en el Billboard Hot 100. Un logro sin precedentes, y jamás repetido.[350]
- 20 de abril: el 86 % de los estudiantes negros en Cleveland boicotean las clases por protestas contra la segregación.
- Mayo: Aparece la Faire Free Press, uno de los primeros periódicos "clandestinos" en la era de la contracultura.
- Mayo: La sentada en el Sheraton Palace Hotel en San Franciso resulta en arrestos de estudiantes que protestan por la discriminación racial en la contratación de trabajos.[351]
- 7 de mayo: El presidente Johnson habla por primera vez de una "Grean Sociedad" en un discurso en Atenas, Ohio.
- 12 de mayo: El primer draft-card burning público es reportado en Nueva York.
- 14 de junio: Ken Kesey y los Merry Pranksters se van de California en el autobús escolar "Further" hacia la Feria del Libro en Nueva York en Queens, Nueva York.
- 22 de junio: La Corte Suprema rechaza la convicción de obscenidad de una operador de teatro en Ohio. Aunque se siguen dando batallas legales por estos cargos, esta decisión permite la exhibición comercal de material fílmico con pornografía en los Estados Unidos.[352][353][354]
- 2 de julio: El acta por los derechos civiles es firmada por el presidente Johnson. La segregación racial en las áreas públicas y la discriminación laboral por raza son prohibidas por una ley federal.
- Julio: La Comisión por la Comunicación Federal (FCC) adopta reglas contra la duplicación de radio: FM debe transmitir contenido original, en lugar de presentar simultáneamente la estación hermana de AM.
- 2 de agosto: Baile de la Guerra: El incidente del golfo de Tonkin en la costa de Vietnam casi lleva a la Gulf of Tonkin Resolution por parte del Congreso estadounidense el 7 de agosto, brindando al presidente autoridad "convencional" militar en el sureste de Asia sin firmar una declaración de guerra.[355]
- 1 de octubre: El Movimiento por la libertad de expresión empieza con una protesta sentada de estudiantes en la Universidad de California, Berkeley.
- 14 de octubre: El Dr. Martin Luther King, Jr. gana el Premio Nobel de la Paz.
- 3 de noviembre: El presidente Lyndon B. Johnson en elegido en Estados Unidos, derrotando al senador republicano de Arizona Barry Goldwater por un gran margen.
- 4 de noviembre: El comediante Lenny Bruce es condenado con cargos de obscenidad en Nueva York.
- 2 de diciembre: En un famoso discurso durante una sentada, el estudiante de Berkeley Savio le dice a los participantes del movimiento por la libertad de expresión que debe "poner sus cuerpos en armaduras."

#### 1965
- 8 de febrero: Los bombardeos aéreos estadounidenses en Vietnam del Norte comienzan.
- 9-15 de febrero: Miles se demuestran en contra de los ataques a las embajadas estadounidenses en Moscú, Budapest, Yakarta, y Sofía.
- 21 de febrero: Malcolm X es asesinado en Nueva York.
- Marzo: "Marcha por la Expresión Sucia" en Berkeley.[356][357]
- 6 de marzo: Las tropas estadounidenses regulares se involucran en el combate en Vietnam por primera vez.
- 7-25 de marzo: La SCLC marcha de Selma a Montgomery.
- 16 de marzo: Alice Herz, de 82 años, se autoinmola durante una protesta contra Vietnam. Herz muere 10 días después.[358]
- Primavera: "Nunca confíes en alguien mayor a los 30": El activista por la libertad de expresión y graduado de Berkeley Jack Weinberg es citado y ayuda a crear un frase para identificar a la generación.[359]
- Abril: Los miembros de los Beatles John Lennon y George Harrison prueban el LSD sin saberlo por su dentista durante una cena en el Reino Unido.[360]
- Abril: Las tropas de combate estadounidenses llegan a un total de 25 000 en Vietnam.
- 17 de abril: La primera gran marcha en contra de la guerra de Vietnam en Estados Unidos es organizada en Washington, D. C. 25 000 asistentes. Joan Báez, Judy Collins, y Phil Ochs se presentan.
- Mayo: Owsley Stanley regresa al área de la bahía con la primera venta de LSD como droga recreativa.[361][362]
- 17 de mayo: El artículo de Hunter S. Thompson, La pandilla de motociclistas: Perdedores y Foráneos aparece en The Nation. Un libro le sigue rápidamente.
- Mayo: La quema de las cartas de reclutamiento se hacen en la Universidad de California, Berkeley. Un ataúd es marchado a las oficinas de inscripción militar de Berkeley.[363] Con Abbie Hoffman y otros durante estos eventos.[364]
- Junio–agosto: Red Dog Experience se presenta con gran fuerza en el Red Dog Saloon de Virginia City, Nevada donde la identidad hippie termina de tomar forma.
- 7 de junio: La Corte Suprema de los Estados Unidos dicta la privacidad constitucional garantizada, deteniendo la prohibición de uso de conceptivos entre parejas casadas. Las leyes de la "era de Comstock" son quitadas en otros estados. En 1972, la corte dicta que las protecciones aplican también para parejas casadas.[365][366][367]
- 11 de junio: Personas como Allen Ginsburg, Lawrence Ferlinghetti, Michael Horovitz y William S. Burroughs participan en un evento para el UK Underground, Royal Albert Hall, en Londres.[368]
- 11 de junio: Los Beatles se convierten en miembros de la Excelentísima Orden del Imperio Británico por la Reina gracias a sus contribuciones al comercio británico.
- 25 de julio: Bob Dylan es abucheado en el Newport Folk Festival.
- 30 de julio: Medicare es incluido en la ley estadounidense, dando una red de protección para la salud de los más ancianos.
- 6 de agosto: El acta por los derechos para votar es firmada en la ley de los Estados Unidos; Los "exámenes de lectura", los impuestos sobre la votación y las dificultades locales que impedían a las personas negras votar son prohibidas por ley general.
- 11 de agosto: 6 días de disturbios masivos en Watts, una sección de Los Ángeles: deja 35 muertos, 1000 daños en propiedades y destrucciones, mientras disturbios más pequeños ocurren en Chicago.
- 31 de agosto: La prohibición de la quema de cartas de recultamiento es firmada en la ley estadounidense.
- 5 de septiembre: La palabra hippie es usada por el escritor Michael Fallon, ayudando a popularizar el término en los medios, aunque la denominación había sido usada con anterioridad por periodistas como la columna de Dorothy Kilgallen el 11 de junio de 1963.[369][370]
- 15 de septiembre:  I-Spy: El comediante Bill Cosby se convierte en la primera estrella afroamericana en protagonizar una serie dramática. Amanda Randolph aparece en la comedia The Laytons en la DuMont Network a finales de los cuarenta.[371]
- 25 de septiembre: Debut de The Beatles una serie animada de los sábados.
- 25 de septiembre: "Eve of Destruction" de Barry McGuire se convierte en la primera canción de protesta en llegar al #1, atrayendo críticas y censura por diversas estaciones.
- Octubre: The Yardbirds y Jeff Beck lanzan el sencillo Shapes of Things con el B-side "Still I'm Sad." La música psicodélica llega por primera vez a los puestos importantes.
- 15-16 de octubre: Las protestas por la Guerra de Vietnam en ciudades alrededor de los Estados Unidos llegan a 100 000.
- 16 de octubre: "A Tribute to Dr. Strange": 1000 hippies originales de San Francisco festejan en Longshoreman's Hall. El ácido "Rayo Blanco" de Owsley es disponible para todos.
- 2 de noviembre: Norman Morrison se autoinmola en el Pentágono para protestar contra la guerra.
- 5 de noviembre: The Who habla acerca de la nueva juventud. "Esta es mi generación!" y "Espero morir antes que envejecer" se convierten en lecciones de la contracultura.[372][373]
- 9 de noviembre: El activista católico Roger Allen LaPorte se autoinmola en el edificio de las Naciones Unidas en Nueva York.
- 20 de noviembre: 8000 protestantes antiguerra marchan de Berkeley a Oakland en California.
- 27 de noviembre: Los Merry Pranksters hacen su primera "prueba de ácido" en Soquel, California.
- 27 de noviembre: Cerca de 35 000 protestantes antiguerra marchan en la Casa Blanca.
- Diciembre: "California Dreamin'" es presentada por primera vez por The Mamas and the Papas.[374]
- 3 de diciembre: El álbum de los Beatles' Rubber Soul en lanzado en el Reino Unido con una imagen distorsionada del grupo en la portada. El sencillo. The single "Day Tripper" es presentado. Paul McCartney dice después que la canción habla sobre drogas, pero la letra es de un turista.[375]
- 25 de diciembre: Timothy Leary es arrestado por posesión de drogas en la frontera mexicana.
- Diciembre: Los Pretty Things presentan Get the Picture?. El álbum incluye una canción llamada £.S.D.[376]
- Phil Ochs lanza el álbum satírico "Draft Dodger Rag." Después presenta su canción en un especial de CBS Avoiding the Draft. La versión de Pete Seeger aparece en 1966.
- The East Village Other inicia sus publicaciones en la ciudad de Nueva York.
- La comuna Drop City es fundada en Colorado.
- La Autobiografía de Malcom X es publicada después de su muerte. Se arma a partir de entrevistas con el escritor Alex Haley, y es considerada uno de los trabajos más influyente en la obra de no-ficción del siglo XX. La cancelación de Doubleday del contrato original es posteriormente llamado el peor error en la historia de las editoriales.[377][378]
- El abagado de activistas Ralph Nader publica un llamado a la seguridad vial que apoya al movimiento del consumidor. Su trabajo lleva a la aprobación de una ley de seguridad vial en Estados Unidos en 1966. En 1972 la lista anual de muertes en carreteras fue de 54 589, acercándose al número total de muertes durante los 10 años de guerra en Vietnam.[379][380][381]

#### 1966
- La revista Resurgence es publicada en el Reino Unido.[382]
- 8 de enero: 2400 atienden la "Prueba del ácido" en Fillmore West.[383][384]
- 21-23 de enero: "Trips Festival" es asistido por 10 000 en San Francisco.[385][386][387]
- 11 de marzo: Timothy Leary es sentenciado a 30 años en 1965 por sus ofensas por drogas en la frontera.
- 14 de marzo: La guitarra psicodélica de los The Byrds con 12 cuerdas es lanzada y por un tiempo prohibida en la radio por sus temas de cultura de drogas.[388][389]
- 16 de marzo: 12 australianos queman sus cartas de recultamiento en Sídney en una marcha en contra de la participación de Australia en Vietnam.
- 25-27 de marzo: Las demostraciones antiguerra de Vietnam suceden en Estados Unidos y otras partes del mundo.
- 5 de abril: La Administración de alimentos y medicinas de Estados Unidos advierte acerca del daño del LSD en una carta a 2000 universidades.
- 7 de abril: Sandoz, el único productor de LSD farmacéutico, deja de dar la droga a investigadores.
- 17 de abril: Timothy Leary es arrestado por posesión de marihuana.
- 7 de mayo: El álbum "Paint it Black" es lanzado por los Rolling Stones.
- 12 de mayo: Estudiantes toman el edificio de administración en la Universidad de Chicago para protestar contra los reclutamientos militares.
- 15 de mayo: 10 000 protestantes antiguerra van a la Casa Blanca.
- 18 de mayo: 10 000 estudiantes marchan contra el reclutamiento en la Universidad de Wisconsin.
- 29 de mayo: La frase "Black Power (poder negro)" reemerge en los sesenta, durante el contexto de los derechos civiles."[390]
- 30 de mayo: La canción psicodélica de los Beatles "Rain" es lanzada en el lado B-side del hit "Paperback Writer."[391]
- 4 de junio: El New York Times publica una petición para terminar la Guerra de Vietnam, con 6400 incluyendo a miembros importantes religiosos y académicos.
- 13 de junio: La corte suprema de los Estados Unidos dicta que la Quinta Enmienda a la Constitución de Estados Unidos provee la protección contra la autoincriminación, requiriendo que los oficiales digan a los entrevistados su derecho a quedar callados y obtener un abogado.[392]
- 25 de junio: Lenny Bruce se presenta por última vez. El show en Fillmore, San Francisco también tiene a Frank Zappa.
- 27 de junio: El álbum psicodélico Freak Out! es lanzado por Mothers of Invention de Frank Zappa.
- 30 de junio: La Organización Nacional por las mujeres (NOW) se funda en Washington, D. C.
- Julio: Religiosos incitan a quemar los discos de los Beatles después del comentario de John Lennon de ser "Más populares que Jesús".
- Julio: "Sunshine Superman" Donovan, tiene una referencia a "viajar" (por drogas) en una canción hit.[393]
- Julio–septiembre: Suceden revueltas durante el verano en varias ciudades estadounidenses, con muertes en Chicago y Cleveland (julio), Waukegan y Benton Harbour (agosto), y daños en otras ciudades.
- 3 de agosto: Lenny Bruce, llamada la "más relevante radical comediante de sátira en la sociedad contemporánea..." es encontrado muerto a la edad de 40 de una sobredosis de morfina en Los Ángeles.[394]
- 5 de agosto: Revolver es lanzado por los Beatles, e incluye la canción psicodélica de John Lennon "Tomorrow Never Knows."
- 29 de agosto: Los Beatles se presentan en su último concierto en el Candlestick Park en San Francisco.[395][396]
- 12 de septiembre: La respuesta de la televisión a los Beatles The Monkees, debuta en la NBC.
- 19 de septiembre: Timothy Leary empieza su cruzada de "Turn on, tune in, drop out" en Nueva York, fundando la religión del LSD "Liga del Descubrimiento Espiritual.
- 20 de septiembre: El editor anti-establecimiento Allen Cohen publica el periódico clandestino The San Francisco Oracle en Haight-Ashbury.
- 6 de octubre: El LSD es prohibido en EE. UU.
- 6 de octubre: La marcha en contra de la prohibición del LSD es llevada a cabo en San Francisco.[397]
- 10 de octubre: The Beach Boys lanzan el tour de force psicodélico "Good Vibrations."
- 15 de octubre: La Black Panther Party se establece por Huey Newton y Bobby Seale en Oakland, California.[398][399]
- 9 de noviembre: John Lennon se reúne por primera vez con la artista vanguardista japonesa y futura esposa Yoko Ono en la Indica Gallery en Londres.[400]
- 12 de noviembre: Las protestas por el toque de queda en Sunset Strip inspiran a Stephen Stills a escribir la canción de protesta Buffalo Springfield.[401][402]
- 8 de diciembre: MGM lanza el filme británico Blow-Up sin la aprobación del grupo de clasificación de cine MPAA, señalando el inicio del final de los requerimiento del Código Hays. A finales de 1968, la MPAA instituye el primer sistema voluntario de clasificación de película, para ayudar a los espectadores a juzgar su contenido y edad requerida.[403]

#### 1967
- Enero: El "Human Be-In", "los comienzos de una era más feliz y cara a cara" se hace en el parque Golden Gate en San Francisco. 20 000 atienden.[404][405][406]
- 12 de enero: El ácido es tema en el episodio debut "Blue Boy", de un drama policial lleno de sermones llamado Dragnet '67.[407][408]
- 29 de enero: Mantra-Rock Dance en el Avalon Ballroom en San Francisco. La Sociedad Internacional por la Consciencia de Krishna es promovida, y se presentan, Big Brother and the Holding Company y Moby Grape. Ginsberg, Leary y Owsley atienden.[409][410]
- Febrero: Surrealistic Pillow por Jefferson Airplane es lanzada. Grace Slick se convierte en la primera estrella de rock femenina. Los hongos psilocibios son visible en la portada del álbum.[411][412][413]
- Febrero: Noam Chomsky escribe un ensayo anti-Vietnam llamado The Responsibility of Intellectuals.[414]
- 5 de febrero: La Smothers Brothers Comedy Hour debuta en el canal CBS y pronto rompe paradigmas de lo que es aceptable como contenido de televisión en los Estados Unidos.[415]
- 11 de febrero: El DJ de Nueva York Bob Fass usa redes aéreas para inspirar una reunión improvisada en el aeropuerto Kennedy Airport, en los que es después llamado un "flash mob prehistórico".[416][417][418]
- 12 de febrero: Keith Richards y Mick Jagger son arrestados por posesión de drogas en la mansión inglesa de Richards. En junio son sentenciados, pero después de una apelación son liberados.[419]
- 13 de febrero: Los Beatles ponen "Strawberry Fields Forever" como el lado B de "Penny Lane." "Cranberry sauce" se escucha mientras la canción se desvanece, aunque también se rumora que dice "I buried Paul" (mate a Paul).[420]
- 17 de febrero: La portada de la revista Life presenta a Ed Sanders de The Fugs debajo de "ACONTECIMIENTO- el underground mundial de la artes crea -OTRA CULTURA."[421][422]
- 22 de febrero: MacBird! abre Village Gate en Nueva York y tiene 386 presentaciones. La obra controversial compara a Lyndon Johnson con Macbeth de Shakespeare, quien causa la muerte de su predecesor.[423]
- 26 de marzo: 10 000 asistentes al "Be-In" en Central Park en Nueva York.[424]
- 31 de marzo: En un reporte temprano y detallado de Life Magazine, Loudon Wainwright III predice que "la hora de los hippies... Está por llegar."[425]
- 4 de abril: Dr. King da un discurso monumental antiguerra.[426]
- 7 de abril: La portada de la revisa TIME presenta a la píldora anticonceptiva.[427]
- 8-10 de abril: Disturbios por raza suceden en Nashville. El activista Stokely Carmichael y Allen Ginsburg están presentes.[428]
- 15 de abril: Un estimado de 400 000 protestan contra la Guerra de Vietnam en Nueva York, marchando de Central Park a las oficinas de la Naciones Unidas. El Dr. King y Stokely Carmichael dan discursos. 75 000 se reúnen en San Francisco.[429]
- 28 de abril: El campeón de Box Muhammad Ali se rehúsa a entrar en el ejército estadounidense en Houston, Texas, diciendo que se opone a la Guerra de Vietnam.[430]
- 29 de abril: Pink Floyd lidera para 7000 asistentes una impresionante psicodélica presentación en Alexandra Palace, televisada en Londres.[431]
- 2 de mayo: Las Black Panthers se arman y lideradas por Bobby Seale entran a la Asamblea Estatal de California, protestando contra una ley que quiere prohibir el uso visible de las armas. Seale y otras cuatro personas son arrestadas.[432]
- 5 de mayo: Mr. Natural, Robert Crumb a punto de convertirse en un icono del cómic underground en la contracultura, hace su primera aparición pública en el lanzamiento del nuevo número de Yarrowstalks.[433]
- 10 de mayo: Rolling Stone Brian Jones es arrestado por posesión de drogas. Es arrestado nuevamente en 1968. El historial de arrestos de Jones no le permite salir del Reino Unido.[434]
- 14 de mayo: La policía le dispara a estudiantes protestantes en la Universidad Estatal de Jackson, matando a dos persona, incluyendo a James Earl Green.[435][436]
- 15-17 de mayo: Estudiantes protestantes confrontan a la policía en la Universidad del Sur de Texas, resultando en la muerte de un oficial de policía, y de más de 400 arrestos.[437][438]
- 20-21 de mayo: La Conferencia Nacional de Primavera se lleva a cabo en Washington, D. C. 700 activistas antiguerra se reúnen para discutir las protestas del 15 de abril y planear futuras demostraciones.[439]
- Junio: Los Veteranos de Vietnam en contra de la guerra se forma en Nueva York.[440][441]
- Junio–julio: Los disturbios raciales crean agitación en ciudades de los EE. UU.[442]
- Junio–septiembre: El "Verano del amor" en el distrito de Haight Ashbury en San Francisco y el movimiento hippie empiezan.[443]
- 1 de junio: Sgt Pepper por los Beatles es lanzado y grandemente reconocido como un parte aguas de la era de la música psicodélica. Posteriormente es reconocido como uno de los mejores álbumes de rock de todos los tiempos.[444][445]
- 10-11 de junio: El Verano del Amor empieza en Mount Tamalpais, Condado Marin, California. Más de 30 000 asistentes ven a los Doors, Jefferson Airplane, Country Joe & the Fish, y muchos otros presentarse en el primer festival de rock de este tipo.[446][447]
- 16-18 de junio: El Monterey Pop Festival en California atrae a 200 000 asistentes y es el primer festival extendido de la era del rock. Jimi Hendrix regresa del Reino Unido y hace su "debut" estadounidense. David Crosby usa el micrófono para condenar el reporte Warren.[448][449]
- 20 de junio: Muhammad Ali es encontrado culpable de evadir el reclutamiento. La Corte Suprema de los Estados Unidos finalmente acepta su apelación.[450]
- 25 de junio: All You Need Is Love: La transmisión por satélite de la BBC del sencillo número uno, rompe récords, llegando a un estimado de 200-400 millones de televidentes mundiales.[451][452]
- 30 de junio: Las fuerzas militares en Vietnam son un total de 448 000.
- 7 de julio: La portada de la revista Time presenta a los hippies.
- 16 de julio: 5000 personas se reúnen en Londres para protestar contra el "principio inmoral de la práctica" de la marihuana en el Reino Unido. Un petición firmada por nombres notables es publicada.[453][454]
- 23-27 de julio: Los peores disturbios del siglo se dan en Detroit: 43 muertos, 467 heridos, más de 7200 arrestos, y la incineración de más de 2000 edificios.[455][456]
- 22 de agosto: La revista Look hace una historia de portada acerca de "Los Hippies".
- 27 de agosto: El agente de los Beatles Brian Epstein muere por sobredosis de drogas prescritas en Londres a la edad de 32.[457]
- 30 de septiembre: BBC Radio 1 comienza sus transmisiones reguladas después de las transmisiones "piratas".
- 6 de octubre: El grupo de teatro The Diggers producen un "funeral" para la "Muerte de un Hippie" en San Francisco.[458]
- 8 de octubre: James "Groovy" Hutchinson y Linda Fitzpatrick son asesinados en Nueva York después de un mal trato con drogas.[459]
- 9 de octubre: El expatriota cubano, revolucionario internacional e icono de las revuelta, Che Guevara es matado en Bolivia.[460]
- 17 de octubre: Demostraciones contra un Centro de Inducción Militar en Oakland, California.[461][462][463]
- 17 de octubre: El musical de rock Hair, con desnudez frontal, inicia presentaciones en Nueva York. La obra se convierte en un hit de Broadway en 1968.
- 19 de octubre: Miles de estudiantes se enfrentan con los policías en la Universidad de Brooklyn en Nueva York, después de que reclutantes militares aparecieran en el campus. Los estudiantes hacen huelga el día siguiente.
- 20-21 de octubre: 100 000 personas protestan por la guerra en Washington, D. C. Jerry Rubin, Abbie Hoffman y otros lideran los intentos de "exorcizar" al Pentágono.[464][465]
- 27 de octubre: El padre católico Philip Berrigan junto con tres personas es encerrado después de lanzar sangre a los papeles de reclutamiento en las oficinas, protestando contra Vietnam.[466]
- 28 de octubre: La policía de Oakland detiene al líder de Black Panther Huey Newton. Un tiroteo que tuvo como resultado la muerte de un policía llevó a su condena, que más tarde fue anulada.[467][468]
- Noviembre: Las actividades de los Diggers y las tiendas gratis llaman a una guerra anti-hippie en Nueva York.[469]
- 9 de noviembre: El primer número de la revista Rolling Stone presenta una foto del film de John Lennon How I Won The War.
- 24 de noviembre: Los Beatles presentan la canción psicodélica "I Am the Walrus" y en el álbum Magical Mystery Tour se lanza el 27 de noviembre.
- 4-8 de diciembre: Grupos antiguerra alrededor de los Estados Unidos intentan cerrar los centros de reclutamientos. El Dr. Benjamin Spock y el poeta Allen Ginsburg en encuentran entre los 585 arrestados.
- 22 de diciembre: Owsley Stanley es sentenciado a 3 años de prisión tras encontrarle 350 000 dosis de LSD y 1500 dosis de STP.
- 31 de diciembre: El término "Yippie" es acuñado por Jerry Rubin, Abbie Hoffman, Dick Gregory, Paul Krassner y otros.
- Diciembre: La obra maestra de Moody Blues Days of Future Passed, presenta temas psicodélicos del Festival Orquestal de Londres.
- Diciembre: Las tropas en Vietnam llegan a 486 000. Los estadounidenses muertos llegan a 15 000.
- El químico Alexander Shulgin ingiere MDMA y descubre sus propiedades alucinógenas.[470]

#### 1968
- The Electric Kool-Aid Acid Test de Tom Wolfe es publicado.[471]
- Enero: La banda pionera de Heavy Metal, Blue Cheer lanza Vincebus Eruptum.[472]
- 22 de enero: El sketch de comedia es un "fenómeno que refleja y se burla de la era de la contracultura".[473][474]
- 31 de enero: La Ofensiva del Tet en lanzada en Vietcong. Las fuerzas occidentales son victorioso en el campo, pero no con la prensa.[475][476]
- 8 de febrero: Police fire on and kill 3 protesting segregation at a South Carolina bowling alley, in what is known as the Orangeburg Massacre.[477]
- 15 de febrero: Los Beatles junto con Mick Jagger, Marianne Faithfull, Cilla Black y Mia Farrow viajan en tres para reunirse con la músicas Mike Love, Donovan y otros en Rishikesh para hacer meditación trascendental con Maharishi Mahesh Yogi.[478][479]
- 29 de febrero: El reporte de Kerner de la Comisión Nacional de Desorden Civil es presentado después de siete meses de investigación en las áreas urbanas estadounidenses dicen que "nuestra nación se está moviendo hacia dos sociedades, una blanca, una negra - separados y sin igualdad."[480][481]
- 16 de marzo: Matanza de Mỹ Lai en Vietnam. Aparentes violaciones y homicidios de inocentes por parte de Estados Unidos crea un nuevo grito antiguerra, cuando la información se filtra.[482][483][484]
- 17 de marzo: La policía de Londres detiene a 10 000 marchantes antiguerra. 200 son arrestados.[485]
- 18 de marzo: El Senador Robert F. Kennedy, habla por primera vez en contra de la Guerra de Vietnam y anuncia su candidatura a la presidencia.[486]
- 22 de marzo: 3000 yippies toman control de la estación Grand Central en Nueva York, haciendo un "Yip-In" que terminó en "una extraordinario presentación de brutalidad policíaca sin provocación" con 61 arrestos.[487][488][489]
- 31 de marzo: El presidente Johnson habla con el público acerca de Vietnam en televisión, e impresiona a la nación al decir que no va a buscar un segundo periodo presidencial.[490]
- Primavera: Reggae: "Nanny Goat" de Larry Marshall, y Do the Reggay por Toots and the Maytals marcan el inicio del género musical.[491][492] Johnny Nash ("Hold Me Tight"), and Paul McCartney ("Ob-La-Di, Ob-La-Da") are inspired by the Jamaican sound.[493]
- Marzo–mayo: Protestas en la Universidad de Columbia, en Nueva York. "Up Against the Wall Motherfuckers" (Contra la pared hijos de perra) se convierte en el eslogan de este tiempo, así como un nombre para el grupo activista.[494]
- Abril: El Departamento de Defensa de Estados Unidos inicia a llamar a la reserva a Vietnam.[495]
- 4 de abril: El reverendo Dr. Martin Luther King, Jr. en es asesinado en Memphis, Tennessee. James Earl Ray es arrestado por el homicidio. La familia King después expresa dudas de su culpabilidad.[496] Violence erupts in cities across the US, with thousands of Federal guardsman dispatched. Memphis, TN, Chicago, IL, Baltimore, MD, Kansas City, MO, and Washington, DC are hotspots.[497]
- 6 de abril: Tiroteos en Oakland: La Black Panther Bobby Hutton es matado y Eldridge Cleaver es herido en una pelea con armas con la policía. Cleaver después dice que Hutton fue asesinado en custodia de la policía.[498]
- 14 de abril: El "Love-In" del domingo de pascua es llevado a cabo en Malibu Canyon, California.[499]
- 27 de abril: Los protestantes antiguerra marchan en varias ciudades, incluyendo a 87 000 en Central Park, Nueva York.
- Mayo: The Fabulous Furry Freak Brothers aparecen por primera vez en The Rag, un periódico clandestino de Austin Texas.[500][501]
- 2 de mayo: Las protestas estudiantiles estallan en Francia, llevando a una huelga general durante mayo y junio, llevado al país a una detención virtual.[502]
- 10 de mayo: Los Acuerdos de paz de París comienzan. La guerra en el sureste asiático es el principal tema de negociación.[503][504][505]
- 12 de mayo: La campaña por la gente pobre del Dr. King establece una "Resurrection City" (ciudad de resurrección), en un pequeño pueblo en Washington D. C.
- 17 de mayo: Los padres católicos se oponen a la guerra al destruir los historiales de reclutamiento en las oficinas de Maryland.[506]
- 24-27 de mayo: Disturbios de Louisville: después de una afirmación de violencia policial, la policía y miles de miembros de la Guardia Nacional se enfrentan con los manifestantes y saqueadores que protagonizaban los disturbios. Murieron dos adolescentes negros antes de que se restableciera el orden.[507]
- 3 de junio: El artista Andy Warhol y disparado y herido por una escritora "feminista radical".[508][509]
- 5 de junio: El Senador Robert Francis Kennedy, es asesinado en Los Ángeles. RFK muere el 6 de junio.[510]
- 19 de junio: Las protestas del "Día de la solidaridad" Resurrection City llegan a 55 000 participantes.
- 24 de junio: Los rezagos de la "Resurrection City", con solo 300 protestantes causan revueltos con la policía.
- 17 de julio: El film pop-art y psicodélico animado de los Beatles Yellow Submarine es lanzado en el Reino Unido.[511][512]
- 28-30 de julio: La Universidad de California, Berkeley cierra por las protestas.
- 21 de agosto: Tanques comunistas llegan a Checoslovaquia y deshacen la "Primavera de Praga".[513]
- 25-29 de agosto: La Convención Democrática Nacional en Chicago es precedida por protestas masivas con miles de personas quitándose su ropa.[59] Mayor Daley's desire to enforce order in the city results in egregious police brutality, televised on national airwaves. On the third night, police indiscriminately attack protesters and bystanders, including journalists such as Mike Wallace, Dan Rather and Hugh Hefner. The spectacle is a turning point for both supporters and critics of the larger movement.
- 26 de agosto: Revolution: El lado B de Hey Jude es lanzado. Su protesta violenta es vista como una traición de la izquierda. Una versión anterior había sido incluida en Noviembre y sugiere la indecisión de Lennon acerca de la violencia.[514]
- 31 de agosto: El primer Festival del Isle of Wight presentó a Jefferson Airplane, Arthur Brown, The Move, Tyrannosaurus Rex yThe Pretty Things.
- 7 de septiembre: En las protestas en el certamen de belleza Miss America, las feministas se demostraron en contra de un "Símbolo de degradación sinsentido de la niñita con senos", llenando un "basurero de la libertad" con cosas como ollas, revistas Cosmopolitan y Playboy, pestañas falsas, zapatos de tacón, maquillajes y ropa interior.
- 28 de septiembre: 10 000 protestan en Chicago al mes de la violencia en la conención.
- Otoño: Stewart Brand inicia la publicación del The Whole Earth Catalog.[515]
- 2 de octubre: Movimiento de 1968 en México : El gobierno mexicano a cargo de Gustavo Díaz Ordaz, por medio del ejército mexicano y grupos de su servicio secreto, reprime violentamente, asesinando y desapareciendo a cientos de asistentes desarmados, a una manifestación de estudiantes y maestros que se realizaba en la Plaza de las Tres culturas, en Tlatelolco, Ciudad de México.
- 16 de octubre: Salida de la Tierra : Los ganadores de plata Tommie Smith y John Carlos levantan sus manos en el podio Olímpico para protestar contra la falta de derechos humanos globales. Esta demostración trae prestigio internacional y amenazas de muerte.[516]
- 18 de octubre: John Lennon y Yoko Ono son arrestados por posesión de drogas en Londres. Lennon solo es multado por ser su primera ofensa, y cargos más serios fueron posteriormente retirados, pero el arresto serviría después como un pretexto para la deportación con motivos políticos de Lennon de Estados Unidos en 1970.[517][518]
- 25 de octubre: El altamente controvertido documental antiguerra nominado al Oscar de Emile de Antonio, In the Year of the Pig es distribuido. Posteriormente de Antonio acaba en la lista de enemigos del presidente Nixon.[519][520]
- 27 de octubre: 50 000 personas marchan en Londres en contra de la Guerra de Vietnam.
- 31 de octubre: El presidente Johnson ordena la detención de los bombardeos aéreos en Vietnam del Norte.[521][522]
- 5 de noviembre: El exvicepresidente Richard M. Nixon derrota a Hubert Humphrey, en las elecciones. En enero Nixon se convierte en el 37vo Presidente de los Estados Unidos, cortando 8 años de control democrático en la Casa Blanca.[523][524]
- 6 de noviembre: Estudiantes demandan cursos de estudios para la minoría e inician una huelga en la Universidad Estatal de San Francisco, donde las demostraciones y peleas ocurren en marzo de 1969, convirtiéndose en la huelga estudiantil más larga en la historia de los Estados Unidos.[525][526][527]
- 11 de noviembre: Two Virgins : El álbum experimental de John Lennon y Yoko Ono es lanzado. Las disqueras de los Beatles, EMI y Capitol (EE. UU.) rehúsan hacer la distribución, ya que la portada incluye desnudez frontal. Lennon después describe la portada como una la representación de dos exadictos ligeramente pasados de peso.[528][529][530]
- 22 de noviembre: El White Album de los Beatles es lanzado. El cabello de les miembros es muy largo, y el contenido musical no es psicodélico.[531]
- 24 de diciembre: Salida de la Tierra, una fotografía de la Tierra, tomada desde la órbita de la luna, se convierte en la "fotografía medio ambiental más importante de todos los tiempos."[532]

#### 1969
- 8-18 de enero: Estudiantes en la Universidad de Brandeis toman control, demandando la creación de un departamento afroamericano, que es aprobado por la Universidad el 24 de abril.[533]
- 29 de enero: La ocupación más grande de estudiantes en la historia canadiense resulta en millones en daños.[534]
- 30 de enero - 15 de febrero: El edificio de administración de la Universidad de Chicago es tomado por 400 protestantes en una "sentada".
- 13 de febrero: La Guardia Nacional detiene un demostración procolor en la Universidad de Wisconsin.
- 16 de febrero: Después de 3 días de peleas con la policía la Universidad Duke accede a las demandas de los estudiantes por un programa de Estudios de la Cultura Negra.
- 24 de febrero: La Corte Suprema de los Estados Unidos confirma los derechos de las escuelas públicas de protestar contra la guerra.[535]
- 1 de marzo: Se manda una orden de arresto para Jim Morrison después de supuestamente simular masturbarse y desnudarse en un concierto de Miami, Florida.
- 22 de marzo: El presidente Nixon condena la toma de campus y la violencia.
- 25-31 de marzo: Después de su boda en Gibraltar, John Lennon y Yoko Ono hacen un "Bed-In" en un evento de paz en Ámsterdam.[536]
- Abril: Las tropas estadounidenses en Vietnam llegan hasta los 543 000.[537][538]
- 3-4 de abril: La Guardia Nacional impone un toque de queda en Chicago y Memphis en el aniversario del asesinato del Dr. King.
- 9 de abril: 300 estudiantes hacen "sentadas" en la oficinas de Harvard. 400 policías regresan el orden para el 10 de abril.
- 19 de abril: Estudiantes negros armados toman control del Willard Straight Hall en Cornell. La universidad accede a las demandas, prometiendo un programa de estudios afroamericano.
- 25-28 de abril: Activistas tomas control de estudiantes en la Universidad de Colgate demandando un programa de estudios afroamericanos.
- 7 de mayo: Los estudiantes en la Universidad de Howard ocupan 8 edificios.
- 8 de mayo: La Universidad de la Ciudad de Nueva York cierra durante 14 días después de la toma de control demandando estudios de las minorías.
- 15 de mayo: Los sheriffs del Condado de Alameda envían al gobernador Ronald Reagan a desplazar a niños de las flores del parque de la Gente de Berkeley en California. Se abre el fuego, hiriendo mortalmente al estudiante James Rector, cegando permanentemente al carpintero Alan Blanchard, e hiriendo a cientos de residentes.
- 21-25 de mayo: Los estudiantes se enfrentan a la policía por cinco días en el campus de la Universidad Estatal Técnica y de Agricultura de Carolina del Norte, un estudiante muere el 22 de mayo. La Guardia Nacional ataca el campus desde helicópteros.
- Mayo 23: Tommy: La fusión de Rock Opera de The Who es un éxito.[539]
- 26 de mayo – 2 de junio: La celebridades se reúnen cuando John y Yoko hacen un segundo "Bed-In" en Montreal, con el himno antiguerra "Give Peace a Chance" grabado en vivo.[540]
- 28 de junio: Las revueltas de Stonewall en Nueva York son los primeros levantamientos por los derechos LGBT en los Estados Unidos.
- 3 de julio: Brian Jones, fundador de los Rolling Stones, muere en su piscina en el Este de Sussex, Reino Unido, durante circunstancias misteriosas a la edad de 27.[541]
- 5 de julio: Sorprendidos por la muerte de sobredosis de Brian Jones, los Rolling Stones continúan con un anticipado concierto gratis ante una audiencia masiva en Hyde Park, Londres.[542][543]
- 15 de julio: La historia de portada de la revista LOOK: "Como los Hippies crían a sus hijos."
- 18 de julio: La portada de la revista LIFE muestra a las "comunas hippies."
- 20 de julio: Apolo 11 aterriza. Los humanos caminan en la Luna. Un letrero con la inscripción "Venimos en paz en nombre de la humanidad" es dejada en la superficie lunar.[544]
- 25 de julio: La doctrina de Nixon deja a los aliados asiáticos sin la protección antes garantizada ante los conflictos no-nucleares.
- 9-10 de agosto: La actriz Sharon Tate, embarazada, y otras cinco personas son asesinadas por miembros de un culto bajo la dirección psicópata de Charles Manson durante dos días de terror en California. Los eventos sorprenden a la nación. Para muchos los crímenes de la familia de Manson se deben a la contracultura.[545][546][547]
- 15-17 de agosto: Woodstock: Una estimación de entre 300 000-500 000 se reúnen en Nueva York para "3 Días de Paz y Música".[548][549]
- 19 de agosto: Después de Woodstock, David Crosby, Stephen Stills, Joni Mitchell y Jefferson Airplane aparecen en el Dick Cavett Show. Las letras de la canción de Airplane "¡Contra la pared hijos de perra!" no son censurados en la televisión nacional.[550]
- 30-31 de agosto: El segundo Festival de Isle of Wight atrae a 150 000 personas que ven a Bob Dylan y The Band, The Who, Free, Joe Cocker y The Moody Blues
- Septiembre: El primer número de la revista Penthouse es publicada por Robert Guccione.
- 2 de septiembre: Hồ Chí Minh, presidente de Vietnam del Norte comunista, muere.[551]
- 24 de septiembre: Tom Hayden, Abbie Hoffman, Jerry Rubin, et al., enfrentan cargos de conspiración para la incitación de revueltas en la Convención de 1968. Se hacen conocidos como los Siete de Chicago.
- 4 de octubre: La hija de la estrella de televisión Art Linkletter, Diane Linkletter de 20 años, salta a su muerte desde su apartamento de 6 pisos. Linkletter culpa a Timothy Leary y al LSD.[552]
- 15 de octubre: Una demostración masiva antiguerra sucede alrededor del mundo.
- 21 de octubre: Jack Kerouac muere por complicaciones de alcoholismo a la edad de 47.
- 29 de octubre: El primer mensaje del ARPANET - precursor del internet y la WWW - es enviado por el estudiante de programación de la UCLA Charley Kline.[553]
- 13 de noviembre: El vicepresidente Agnew critica públicamente a tres cadenas de televisión popular por su falta de cobertura en la noticias.
- 15 de noviembre: Más de 500  000 personas marchan en Washington, D. C., convirtiéndose en la demostración antiguerra más grande en la historia de Estados Unidos.[554]
- 20 de noviembre: Los protestantes nativo americanos inician la ocupación de Alcatraz que continúa por 19 meses hasta el 11 de junio de 1971.
- Diciembre: El total de muertos y heridos en Vietnam es de 100 000.
- 1 de diciembre: El primer sorteo de la lotería en los Estados Unidos desde la Segunda Guerra Mundial, es hecho en Nueva York.
- 4 de diciembre: La Black Panther Fred Hampton es asesinado por elementos federales, de Illinois y Chicago bajo circunstancias que sugieren un asesinato político.
- 6 de diciembre: Los Rolling Stones ayudan a organizar y lideran un concierto gratis atendido por 300 000 personas. El evento se convierte en un caos de violencia y muerte entre Tracy y Livermore, California.[555][556]
- La comuna hippies de Wavy Gravy, Hog Farm se establece.
- Amigos de la tierra es fundado en Estados Unidos. Se convierte en una red internacional en 1971.
- La Creación de la Contracultura: publica la reflexiones de Theodore Roszak. Roszak es después acreditado con acuñar el término "contracultura" en los libros.[557]